# 小花仙
《小花仙》是由上海淘米开发的一款游戏，由Adobe Flash Player驱动，面向6~14歲女孩儿童（2015年後改為14岁以上青少年）的在线游戏社区类网站，属于免費网络游戏（點卡道具收費）。玩家植入微观世界，化身成花仙（無屬性，無技能）。提供多種服飾及種花系統，2014年被動畫化。2023年10月4日小花仙四时花语冬季篇正式完结，其代表着小花仙动画正式完结。

## 故事背景
傳說在很久很久以前，普普拉花神最大的驕傲就是她的三個女兒___長女露娜、次女露莎、小妹露露，這三個仙女愛好和平，聰明善良，她們從小共同的信念就是尋找最美麗的花種，帶給人們幸福。有一天，她們飛到了夢幻的拉貝爾大陸，立刻愛上了這裡，三個好姐妹決定留下來，在這片美麗的鮮花世界定居。她們創建了不同的國家，也交到了很多好朋友，小花仙們在一起種植花草，為培養更美麗的花朵而努力。

### 拉貝爾大陸
普普拉花神所主掌的世界，充滿了和平與愛的氛圍。
智慧國
聰明的露娜仙女創造的國度，國境包含仙藤樹頂、仙藤樹灣、仙藤樹梢，拉貝爾四大國度之一。
美麗國
漂亮的露莎仙女創造的國度，國境包含美麗湖東、甜果林、美麗湖西，拉貝爾四大國度之一。
愛心國
富愛心的露露仙女創造的國度，國境包含仙蘑菇地、奇異果園、綠灌木叢，拉貝爾四大國度之一。
古靈仙族
拉貝爾大陸上的先住民，因一場災難多數已離開拉貝爾大陸。

### 西部地帶
勇氣國
趕走風沙之王後，約翰國王與西蒙王子率領勇氣國國民在西部地帶定居，如同國名，西蒙王子代表著勇敢，遇到困難絕不退縮，國境包含意境原野、勇氣古堡、冰蛇要塞，拉貝爾四大國度之一。

### 惡德花園
與普普拉為敵後，雅加帶領著黑翼族在此建立邪惡國度，除屬小丑領導的薄暮山谷、參加惡德花園戰役等及為營救梅里美而潛入外，至今尚未被任何小花仙大範圍探索過。

### 海之涯
從海之涯來到拉貝爾大陸的異國皇子，開啟了不平凡的星光之旅，也掀起了一連串的事件，跟古靈仙族的庫庫魯是親兄弟。

### 花蕾雅學園
歷史悠久的貴族學校，學生依家世、藝術、智慧、勇敢分薔薇、水仙、鳶尾、龍膽四個學院，入學須先通過測驗，跟拉貝爾大陸相比較接近人類國度。

### 世界之外
隨著身為花之使者的莉莉歸來，慢慢發現了原來在拉貝爾大陸外，還有許多未知的地方。
人類國度
人類居住的地方，相傳多數花仙死後會投胎轉世到該地。
石人國
登場於常駐活動「記憶水晶」，位於西海岸，是風沙之王攻擊勇氣國的合作對象。
殘酷國
庫庫魯跟芬妮的前世居住的國度，登場於2013年鈴鐺系列任務。
桃源國
桃源大使凱爾特跟多麗斯的故鄉，跟勇氣國是盟國關係。
風沙國
西蒙跟塔巴斯的母親卓婭及小姨莉莉婭的故鄉，現已被大量魔物盤據，西蒙記事以來就鮮少聽聞。
鳥羽國
登場於2018年永夜系列任務，透過奪取他人身體來讓自身壽命得以永續的暗雞一族的居住地。
冰雪國
登場於2019年冰雪系列任務，塔巴斯的養女雪露的故鄉(該國的公主)。
魔女之森
登場於2020年魔女系列任務，黛薇薇的真身菲特(原本的在很小時因為袒護菲特而被處以火刑)的故鄉。
海之涯-異境
登場於2020年異境系列任務，裡面有一座高塔，海之涯毀滅後產生的異空間
離合之間

## 電視動畫
第一季《變身！夏安安》
地球少女夏安安在機遇巧合下與散落地球上的花仙國拉貝爾大陸上的花仙精靈王締結了盟約，成為了拯救危機的命定花仙魔法使者。在懵懂中發現原來自己的媽媽是花仙國的花仙守護神，從而立志要收集所有散落的花仙精靈王重組花之法典拯救花仙國見到媽媽的目標。在好友千韓和古靈仙族小王子庫庫魯的幫助下漸漸成長並成功收復了23個精靈王。
第二季《花仙魔法戰隊，集結》
但黑暗沒有就此罷休，反而更升級了能量，花仙國的普普拉女神只能拼勁全力抗衡。無奈之下，女神派出自己的三個女兒，愛心仙女露露，美麗仙女露莎，智慧仙女露娜去地球幫助安安盡快收集花仙精靈王趕來救援。於此同時黑暗魔神也派出邪惡女神雅加和強大的勇氣國迷之王子塔巴斯來應戰。在一次又一次的危機困難境遇中，安安用勇氣和愛以及鑒定的信念頑強戰鬥，不僅自己得以升級，更使得好友千韓、伊瞳、淑馨也成為了花仙魔法使者組成了少女戰隊來幫助她抵抗黑暗，但是邪惡遠比她們想象中的更加可怕和陰險…最後的27個精靈王即將顯現，光明與黑暗的花仙魔法師們的大決戰就此開始！
第三季《守護天使上》
未来世界库库鲁长大成人，即将加冕成为古灵仙族的国王，女神安琪儿与新一任花仙魔法使者“圣洁之光”雪城爱一起守护着拉贝尔大陆的和平，人们生活在宁静祥和之中。然而黑暗魔神借着人们内心的私欲逐渐壮大，他利用芬妮公主对安琪儿的嫉妒之心再一次发动侵袭，妄图抢夺神秘力量，花之法典中的花仙精灵王被尽数黑化，拉贝尔大陆岌岌可危。危急关头，安琪儿女神不得不打开时空之门，将雪城爱与库库鲁送回过去的地球，去找到那个命定的魔法少女寻求帮助。
第四季《守護天使下》
庫庫魯取代芬妮被黑暗魔神黑化，跟夏安安打起了虐心苦戰，另一方面夏安安班上突然轉進一名叫奧丁的學生，是夏安安一行人的敵人或朋友未知。后来得知奥丁就是现在时空的未被黑化的库库鲁，但他却为了保护夏安安而被未来世界黑化库库鲁打败而吸收。后来所有花仙精灵王都被净化且进化，库库鲁被净化后的芬妮牺牲自己而净化，夏安安将她和她的伙伴给予她的所有力量传承给了雪城爱并和她的朋友们一起回到了最初的时候，丧失了一切和拉贝尔有关的记忆。回到未来时空的库库鲁以及雪城爱和拉贝尔的众人一起举拉贝尔全大陆之力协助安琪儿女神永远消灭了黑暗魔神。
第五季《四時花語春》
異世界帕拉尼來襲，和平的拉貝爾遭到攻擊。在入侵者伊賽德斯的強攻下，守護拉貝爾的節氣守護結界被打破，二十四節氣散落失踪。為了拯救拉貝爾，同時也為了解除帕拉尼的黑暗危機，二代花仙魔法使者雪城愛與帕拉尼王子埃里克一起來到地球，收復散落的節氣花信，兩人面臨的挑戰遠超預計，除了要重新獲得節氣花信們的認可，與之簽訂契約外，更要應對來自帕拉尼的黑魔女菲爾。
第五季《四時花語夏》
與對手的較量中，雪城愛的堅持與愛逐漸感化了對手，黑魔女菲爾選擇光明，成為了花仙魔法使者，最終，雪城愛和同伴們一起收復了春的節氣，信心滿滿地準備繼續收集夏的節氣。然而，新的危險卻因跟菲爾一樣來自帕拉尼的黑魔女貝瑞想要奪回屬於自己的一切的決心在悄悄靠近。
綠茵學院即將舉辦迎夏晚會，轉學生偶像蕾娜將在晚會上表演，同時雪城愛等人收集著關於立夏的資料，喜歡舞台的立夏，被吸引而來，卻受到黑魔女貝瑞控制，與其一同襲擊雪城愛等人，使他們陷入幻覺，危險關頭，雪城愛與繁音力量融合，覺醒聖潔之光，抵抗貝瑞，後貝瑞被雪城愛埃里克菲爾治好了莎丽卡并净化并获得了新力量。大家之后一同對付伊賽德斯以及伊賽德斯的最後一位手下 - 黑魔女薩維莉。最终大家联手击败了伊赛德斯，萨维莉和桫椤。
第六季《四時花語秋》
雪城愛和同伴們集齊了春季和夏季的節氣花信，拉貝兒大陸的危機暫時緩解，然而秋季到來，幕後黑手桫欏將伊賽德斯跟薩維莉復活，只為了讓其阻止雪城愛收復節氣花信，雪城愛與同伴們肩負拯救拉貝爾大陸和帕拉尼的重任，桫欏是否可以實現衝破封印的心願，雪城愛能否帶領夥伴找到拯救兩個大陸的關鍵人物，雪城愛能否應對新的危機？
薩維莉意識到伊賽德斯被桫欏欺騙，成為了花仙魔法使者，伊賽德斯被桫欏認可，得到了更強的力量，桫欏實現衝破封印的心願，與雪城愛、趕來支援的夏安安及雪城愛的同伴們展開戰鬥，最終埃里克被桫欏派出的伊賽德斯擊敗，並连同永夜女神的神識帶回帕拉尼。
第六季《四時花語冬》
花仙魔法使者们在冬天裡繼續尋找著冬季節氣花信，但桫椤即将得到永夜女神的神力，雪城愛和同伴們继续收集冬季節氣花信，一起阻止以伊賽德斯、桫欏為首的邪惡勢力，却发现冬季节气花信早已受到黑暗影响。而桫椤真正想要的竟然是帕拉尼的星核之源，花仙魔法使者们会怎样应对呢？
帕拉尼入侵拉貝爾，作為天空樹留下的種子，雪城愛在決定幫助埃里克拯救帕拉尼的那刻起就被定下了最終的命運，知曉其命運的安琪兒女神與身為她老師的灰之魔法師梅特用各種方法嘗試保住雪城愛，但由於事態的惡化超出了所有人的預期——帕拉尼的星核之源因与桫椤大战而消失，帕拉尼面臨毀滅危機，需要透過世界樹聚合星核之源碎片，創造新的力量來源來挽回帕拉尼的崩壞。但桫欏遺留下來的黑暗力量從地脈蔓延直攻世界樹幼苗及儀式法陣讓世界樹幼苗毀滅，眾人也因為與桫欏大戰消耗了大量的力量而無法扭轉世界樹幼苗毀滅的狀況。雪城愛感受到湧動的聖潔之光力量後明白了自己的命運，向夥伴們表示感謝並道別後走向梅特表明了自己的決心，獻出自己的聖潔之光與繁音一起化為了新的帕拉尼世界樹，並重塑了帕拉尼的星核之源，阻止了星球的毀滅并使其恢复如初。

### 登場人物

#### 登場角色

##### 初代花仙魔法使者
夏安安（Ann）
配音：文䁱依(第一季)、黃鶯(第二季)、胡婷婷(第三季；第四季和長大後)、嚴麗禎(四時花語)（中國大陸）
動畫片《小花仙》系列女主角，擁有一半的花仙血統，花仙守護神莉莉的女兒，普普拉女神的繼承者，命定的花仙魔法使者，代表勇氣與使命。
第一季中，與山茶花精靈王椿締結了契約，承擔起集齊花之法典的使命，並結識了古靈仙族王子庫庫魯，在朋友千韓的幫助下，收集齊了花之法典的形及另外23位花仙精靈王。
第二季第7集因塔巴斯的計謀失去變身法力，第二季第10集靠著捨身保護陷入苦戰的千韓、庫庫魯得到椿的進化精元恢復變身並升級，與好友千韓、伊瞳、淑馨組成了魔法少女戰隊，並通過母親留下來的花仙守護晶石在结尾擊敗了塔巴斯，與庫庫魯一起通過仙女座公園中一個安置著普普拉花神的水池來到拉貝爾大陸。大電影中成功夺回花之法典并利用母亲莉莉女神的力量封印了黑暗魔神，守護了拉貝爾大陸。然而也失去了變身法力。
第三季12集憑藉著愛救出被暗影山茶花精靈王椿困住的雪城愛重新獲得原變身(聖靈套裝)并感化了椿，24集跟雪城愛一同戰芬妮、黑化庫庫魯、暗影忘憂精靈王黑川主、暗影苜蓿精靈王嵐、暗影紫羅蘭花精靈王齊格飛靠著跟庫庫魯的羈絆升級變身并一举击败暗影黑川主，暗影岚和暗影齐格飞，40集戰黑化庫庫魯并在眾花仙魔法使者能量幫助下再度升級變身并与众人击退了黑暗魔神。
第四季30集在千韓、伊瞳、淑馨三位花仙魔法使以及她們的守護精靈王百結、火舞、瓔珞的共同幫助下與山茶花精靈王椿重新締結契約，重塑心花，再度升級變身，並將自己和其他魔法使者能量傳承給雪城愛。然後失去記憶，回到最初的時候，在結尾處長大，成為花店老闆和著名作家，最後遇到庫庫魯。后来在库库鲁等人的帮助下恢复记忆并成为拉贝尔大陆的花仙守护神。
與古靈仙族王子庫庫魯互有好感。
擁有智慧、美麗、愛心、勇氣四種力量，是最有魅力且戰鬥力最強的的花仙魔法使者。
原着遊戲2018年偶像系列任務亦有登場，不明原因被異次元吸到遊戲世界的拉貝爾大陸。
未來世界的夏安安
第二季52集登場，是夏安安在被盤古的逆轉末路擊中後來到未來的花港市遇見的自己，命運與過去的夏安安以及未來的安琪兒女神完全相反，她的世界裡已沒有一朵花兒，性格不明，具有奉獻精神，經營著假花店，為自己錯誤的選擇深感後悔，在激勵夏安安之後自己化為能量激活了最後的聖靈之劍去改變植物在地球上消失的悲慘結局，在聖靈之劍的必殺技中出現並擁抱塔巴斯，來起到短時淨化他人心靈的作用。
安琪兒
長大後的夏安安在拉貝爾大陸的人的幫助下恢復記憶，在母親莉莉被小時候的夏安安封印犧牲後接替她成為了花仙守護神，代替普普拉花神守護拉貝爾大陸，為了完成母親的願望和自己的使命，離開自己的故鄉異世界地球，成為眾花仙的信仰，與“聖潔之光”雪城愛和库库鲁他们一同守護拉貝爾大陸。
第三季第1集因黑暗魔神黑化《花之法典》，拉貝爾大陸岌岌可危，危急關頭，她打開時空之門把雪城愛、庫庫魯和釋迦送回到了過去，讓他們去尋找過去的自己尋求幫助，將花仙精靈王們的精元和花仙魔法使者們的變身道具封印在釋迦體內。
曾孤身一人在與黑暗魔神戰鬥，保衛著拉貝爾大陸，第三季第40集被黑暗魔神抓住，後摆脱。第四季34集在与黑暗魔神对抗时被黑暗魔神强行附身并黑化，第四季36集被库库鲁淨化，第37集正視了黑暗的自己，接受了內心原有的黑暗并在黑暗的自己的帮助下武器得到升级。第39集在不滅忍將力量賜予她後她結合了整個拉貝爾大陸的力量化身天空樹消滅黑暗魔神。
春季篇阻止伊賽德斯的進攻，留在拉貝爾大陸用自己的魔法能量鎮守節氣花信守護結界，後派庫庫魯、芬妮等人到花千嶼幫助雪城愛及埃里克。
夏季篇第18集發覺帕拉尼的黑暗能量逐漸變強，第23集召喚春季節氣花信維持結界；第25集與庫庫魯、愛德文、黛薇薇、曼達等人維護拉貝爾的結界，並利用花仙精靈王的力量維持結界；第26集隨著永夜法陣的失效，暗影之靈也將消失，最後穩定住了結界，拉貝爾的危機也就告一段落。
秋季篇第24集因透過雪城愛派回去通知的釋迦跟非天感知雪城愛遇到危險以成年花仙魔法使者之姿（變身服裝為聖靈套裝）趕往地球，一開始一度將桫欏逼入絕境，但後續被桫欏利用永夜女神的力量切斷其與花兒的聯繫，秋季篇第25集與黑化雪城愛對峙，並一度陷入絕境，第26集用花之法典點亮雪城愛的聖潔之光對其完成了花仙魔法使者的傳承。
冬季篇第1集因為需要守護拉貝爾大陸的結界而返回拉貝爾大陸，返回前贈與雪城愛一個擁有亙古時代的力量但使用者需要被認可才能發揮力量的年器，該年器後來在冬季篇第25集被激活，賜與二代花仙魔法使者升級變身以及對抗完全吸收了星核之源的力量的桫欏的戰力，第26集得知雪城愛已化為帕拉尼新的世界樹。
性別：女
身高：137 至170 cm
體重：31 至55 kg
年齡：10歲→11歲（小花仙第一季）11→12歲（小花仙第二季、小花仙第三季、小花仙第四季）24歲（長大後）26歲（雪城愛出生） 39歲（未來世界）40歲（小花仙四時花語）
生日：2006年2月14日（情人節）
星座：水瓶座
血型：B型
學校：花港市小學
班級：花港市小學五年級的學生
居住地：花港市
生辰守護花：山茶花精靈王：椿
花語：含蓄、可愛、謙讓，了不起的魅力
性格優點：活潑開朗、獨立、有愛心、熱愛自然、樂於助人，成為花仙守護神後，責任與使命使性格變得恬靜溫婉、成熟，對雪城愛而言是母親般的存在
性格缺點：偶爾有些粗心大意
口頭禪： 媽媽，保佑我！！
恩，我一定行！
加油，夏安安！！
變身法寶：花仙魔法手錶、花仙守護晶石（母親莉莉留給夏安安的魔法武器）。
魔法武器：花仙魔法使之杖、元素精靈之杖（後被塔巴斯擊毀）、聖靈之剑（為花仙守護神一族的光明魔法武器，擁有強大的力量，可變為聖靈權杖）、聖靈權杖(成為安琪兒女神後)
擅長的科目：自然生物課、體育課、生活課
不擅長的科目：數學課、計算機課
喜歡的顏色：粉紅色、紅色、白色
喜歡的食物：草莓汁
夢想：集合花之法典，見到媽媽
千韓（Han）
配音：楊夢露（第一季；第二季；第三季；第四季；小花仙大電影：奇蹟少女）（中國大陸）
動畫片《小花仙》系列第一到第四季中的主要人物之一，有名的大小姐，性格温柔善良，乖巧懂事，綽號優雅淑女，似乎是原着遊戲中已被塔巴斯殺害的至夏的轉世。
初登場於第一季第五集，與夏安安是關係極好的朋友。知道安安的身份后，非常支持夏安安。但礙於不能看到花仙精靈而深感自責。
過生日時向丁香花精靈王百結許願能看見花仙，百結被打動了，實現了她的願望，並與百結成為好朋友。代表溫暖和愛意。
第二季第8集靠著捨身保護失去變身法力的夏安安激發了愛心能量，得到了三仙女之一的小女兒仙女露露的魔法道具，變身成為愛心花仙魔法使者，和夏安安一起戰鬥，收集精靈王，第46集被迫留在梅花精靈王九千歲的迷宮，第47集被塔巴斯黑化為愛心黑暗魔女，大電影中被淨化並歸還魔法。
第三季第8集識破了丁香花精靈王百結變的假夏安安跟伊瞳一起回復原變身，第20集再戰暗影梅花精靈王九千歲靠著跟夏安安的友誼并明白了爱的真意而突破了九千岁的幻境并獲得升級變身。
第四季第27集因不敵並蒂蓮花精靈王清明無霜一度受困在小雛菊花精靈王瑪格麗特的迷宮內燃尽了心花丧失了意识，在淑馨的幫助下正式與百結締結守護契約並再度升級變身，成功淨化清明無霜後將自己的能量傳遞給夏安安并失去記憶回到最初的時候。在結尾處長大，通过其与夏安安的通话得知其成為了服裝設計師。
最喜歡的顏色是粉紫色跟藍紫色，最喜歡吃藍莓慕斯。
性別：女
身高：148cm
體重：37kg
年齡：10歲→11歲（小花仙第一季）11→12歲（小花仙第二季、小花仙第三季、小花仙第四季）23歲（長大後）
生日：2007年4月22日（世界地球日）
星座：金牛座
血型：A型
學校：花港市小學
班級：花港市小學五年級的學生
居住地：花港市
生辰守護花：丁香精靈王：百結
花語：受天神祝福的人，擁有光輝的人生，勤奮、謙遜。
性格優點：優雅高貴，謙遜溫柔，有良好的教養，陽光，做事認真
性格缺點：不善交際和表達
口頭禪： 我和安安永遠都是好朋友！！
安安，你好棒！！
變身法寶：愛心魔法搖鈴
魔法武器：愛之弓箭
擅長的科目：語文課、英語課、美術課、音樂課
不擅長的科目：體育課
夢想：和安安做永遠的朋友。
伊瞳（Perfect Girl）
配音：徐筱睿（第二季）、唐夙凌（第三季；第四季）、十四(小花仙大電影：奇蹟少女)（中國大陸）
動畫片《小花仙》系列第一到第四季中的主要人物之一，貴族小學白鳥學院的學生，人人羡慕的全能優等生，被大家譽為完美少女，尤其擅長唱歌跳舞，看起來十分高貴冷絕，不好接触，實際上十分活潑開朗。親切迷人。
第二季第20集靠著捨身保護陷入苦戰的夏安安、庫庫魯、千韓激發了美麗能量，得到了三仙女之一的二女兒仙女露莎的魔法道具，變身成為美麗花仙魔法使者，和夏安安一起戰鬥，收集精靈王，代表自信和堅定，第45集被秋麒麟草精靈王諦聽打敗，第47集被塔巴斯黑化為美麗黑暗魔女，大電影中被淨化並歸還魔法。
第三季第8集識破了繡球花精靈王紫陽變的假安琪兒女神跟千韓一起回復原變身，第18集再戰暗影秋麒麟草精靈王諦聽在夏安安、千韓、淑馨、雪城愛的鼓勵下靠著作為童星的自信突破了谛听的幻境并獲得升級變身。
第四季第28集因不敵紅玫瑰花精靈王安娜托莉亞一度受困在小雛菊花精靈王瑪格麗特的迷宮內，在淑馨的幫助下正式與火舞締結守護契約並再度升級變身，成功淨化安娜托莉亞後將自己的能量傳遞給夏安安，然後失去記憶，在結尾處長大，成為了國民偶像。
長相十分可愛，而且冰雪聰明。是個童星，有很多仰慕她的人，在遇到千韓和夏安安前没有朋友，事實上遠比外表孤獨。認識夏安安以後，性格變得外向，開朗。但有些時候會被别人覺得不謙虛，其實她說話都會經過大腦，很怕一不小心得罪别人。
最喜歡的顏色是粉紅色和檸檬黄，最愛吃焦糖布丁。
性別：女
身高：140cm（10歲）→146cm(11歲）
體重：29 至35 kg
年齡：11歲（小花仙第二季、小花仙之守護天使）24歲（長大後）
生日：2006年8月6日
星座：獅子座
血型：O型
學校：花港市白鳥學院
班級：花港市白鳥學院五年級的學生
居住地：花港市
生辰守護花：虞美人精靈王：火舞
花語：炙熱的夢想，捨身燃盡
性格：陽光，開朗，充滿活力
變身法寶：美麗長笛
魔法武器：美麗吉他、美麗豎琴(升級變身後)
淑馨（Little Star）
配音：伍凱立（第二季）、穆雪婷（第三季；第四季）（中國大陸）
動畫片《小花仙》系列第一到第四季中的主要人物之一，貴族小學白鳥學院的學生，王珂的表妹，各科成績都非常優秀，非常聰明，擁有智慧，是智慧的代表，但因體質很差，沒辦法跟其他人一起玩耍。
第二季在棱鏡迷宮裡識破塔巴斯的計謀激發了智慧的力量，得到了三仙女之一的大女兒仙女露娜的魔法道具，變身成為智慧花仙魔法使者，和夏安安一起戰鬥，收集精靈王，代表光明與指引，並與夏安安、千韓、伊瞳成為好友，第44集被鳳仙花精靈王君上卿擊敗，第47集被塔巴斯黑化為智慧黑暗魔女，大電影中被淨化並歸還魔法。
第三季第4集被暗影蜀葵花精靈王年吸走神智，後想起王珂對其才能的鼓勵恢復神智从而恢復原變身并一举击败暗影年，第16集再戰暗影鳳仙花精靈王君上卿靠著自身的智慧獲勝並獲得升級變身。
第四季第29集為了拯救因不敵小雛菊花精靈王瑪格麗特的迷宮內的花精靈王而受困在其中的千韓跟伊瞳而燃盡心花，被月桂花精靈王瓔珞認可，正式與瓔珞締結守護契約並再度升級變身，成功拯救千韓跟伊瞳後將自己的能量傳遞給夏安安，然後失去記憶，在結尾處長大，成為了老師。
雖然外表沒有其他三位魔法使美麗，但也是個內秀的小姑娘，她的聰明才智，多次幫眾人度過難關。
最喜歡的顏色是湖泊藍與琥珀黃，最喜歡吃果撻。
性別：女
身高：138cm（10歲）
體重：27kg
年齡：10歲（小花仙第二季、小花仙之守護天使）23歲（長大後）
生日：2007年9月10日
星座：處女座
血型：AB型
學校：花港市白鳥學院
班級：花港市白鳥學院五年級的學生
居住地：九蒼島
生辰守護花：月桂花精靈王：瓔珞
花語：榮譽、驕傲、勝利者的桂冠
性格：內向而容易含羞，機智聰慧，在重要關頭卻總能保持沉著冷靜
變身法寶：智慧王冠
魔法武器：智慧權杖

##### 二代花仙魔法使者
雪城愛
配音：黃鶯(第三季；第四季)、 張安琪(第五季)（中國大陸）
於《小花仙第三季》、《小花仙第四季》、《小花仙四時花語》登場，動畫片《小花仙》系列另外一位女主角。
天空樹所孕育的孩子，天空樹的傳承者，代表“聖潔之光”的第二代花仙魔法使者，與安琪兒女神一同守護大陸。
很崇拜安琪兒女神，且安琪兒（夏安安）對雪城愛而言也是母親般的存在，可以說雪城愛是夏安安犧牲母親莉莉、封印神秘力量所誕生的孩子，所以安安本來並不希望雪城愛成為花仙魔法使者，突破重重試煉與萬難希望拯救拉貝爾與帕拉尼，這也是庫庫魯砍斷天空樹的原因。
按照第四季安琪兒女神的經歷來看，每一任神秘力量的傳承者，為了驅散黑暗魔神，到自己即將力竭之時，都會選擇將自己封印到天空樹中，天空樹就會選定新的神秘力量傳承者。天空樹已經被庫庫魯斬斷，神秘力量的傳承也因此停止，雪城愛不會成為新一任神秘力量的傳承者。
因黑暗魔神黑化花之法典和芬妮公主，拉貝爾大陸岌岌可危被安琪儿女神送到過去的地球尋找夏安安尋求幫助。第三季第1集進入了時空之門，第2集救下夏安安等人，後因為法力不足變成小女孩的模樣。
第3集於暗黑蜀葵精靈王·年對戰，最後被暗影蜀葵精靈王·年打敗，失去了變身的能力；第12集在椿的帮助下重新獲得原變身能力，第39集对戰牡丹花精靈王如意得到安琪兒和椿傳承的力量並升級變身。
第四季被庫庫魯視為目標，失去升級變身，第15集對抗闇影蘇睦的時候，使用了燃盡心花的力量，第16集因契約之石而重塑心花，恢復升級變身，第34集得到了夏安安自願的傳承力量及繁音和椿兩位精靈王的力量，變回少女並升級，笫35集回到未來的拉貝爾大陸與黑化的安琪兒進行戰鬥但不敌，第36集在安琪兒被库库鲁强行驱除其体内的黑暗魔神而淨化後與眾人一起對付黑暗魔神，第39集將力量給予安琪兒助她打敗黑暗魔神，最終獲勝。
第五季春季篇第2集救下埃里克，第4集與埃里克一起來到了女神陳列室喚醒釋迦和非天並了解了拉貝爾的歷史。
為了拯救拉貝爾和解除帕拉尼的黑暗危機，與埃里克、釋迦和非天一起來到地球，收復散落的節氣花信。
春季篇第7集變身法寶被年獸咬壞，釋迦將它進化，並升級變身，並擁有了使花朵回復生機的能力及聖潔之光淨化之力，25集恢復地脈能量陣點及節氣花信之匙，26集與菲爾及埃里克擊退伊賽德斯。
夏季篇第4集因貝瑞的計策被迫與同伴分離，並被貝瑞逼入絕境，後靠進化.繁音的力量再度升級變身，開始可以召喚已進行過力量回歸儀式的節氣花信戰鬥。
夏季篇第25集一度被伊賽德斯擊敗成為永夜法陣的能量來源之一，並險些被伊賽德斯奪走自身力量，後因為有了埃里克、菲爾、貝瑞對其的友誼以及與異世界之人的約定在夏季篇第26集掙脫永夜法陣，並成功與大暑力量產生共鳴跟埃里克以及提供自身力量的菲爾貝瑞一同擊敗伊賽德斯。
秋季篇收復立秋節氣花信時遭到伊賽德斯和薩維莉的攻擊，危急時刻立秋節氣花信領悟節氣之力，使用豐收之力而獲得了升級變身。
秋季篇第23集為了對付衝破永夜和普普拉共同的封印的桫欏孤注一擲，釋放出了全部的聖潔之光，但不敵桫欏。第24集被桫欏的黑暗孢子寄生以致黑化並在第25集與夏安安對峙，秋季篇第26集在繁音以牺牲自己为代价下恢復自我意識，後被安琪兒點亮聖潔之光完成花仙魔法使者的傳承。
秋季篇第26集因為受到了桫欏黑暗孢子的影響而忘記了埃里克，冬季篇第18集对埃里克的记忆已恢复一部分，之后的剧情中慢慢地完全恢复对埃里克的记忆。
冬季篇第11集在梅特的办公室里寻找冬季节气花信的资料时，被一本写着“冰雪之王”的有一只眼和双手的书带了进去。进去前这本书用自己的手打开了一页，那一页有着小爱拿着这本书的图片。进到书里后书本对小爱讲起了关于冰雪之主蛇蕨的故事：他将世界化作冰封炼狱，并将世间邪祟凝结为冰晶魔镜，悬于苍穹，震慑八方。魔镜将恶之芒散布在人间，从此和平与美好被黑暗吞噬。人们陷入无尽苦难。蛇蕨妄图以魔镜之力迫使永夜堕落，却被永夜以爱与勇气之刃击败。此后永夜陷入沉睡，蛇蕨失踪，魔镜却化作无数碎片散落开来。魔镜碎片蕴含黑暗力量，落在人眼中和心底，让人变得粗暴无情。说完这个故事后，书本的声音问小爱是否愿意帮助这个世界恢复往昔的幸福美好时，小爱答应了，之后真正成为了故事中的人物，并遇到了一个名叫凯瑞吉但外表却是伊赛德斯的人和他的名为赫普可外表却是埃里克的伙伴。当时她处在一个结冰的湖面上，被凯瑞吉在冰块碎裂的瞬间救了下来并被其和赫普收留。后来在其看到凯瑞吉跟冰雪之主离开另有隐情而即将告诉赫普的时候却被一个只有她能听到的神秘声音中告知如果小爱想要帮助赫普他们，请拿出她全部的决心与力量，但不能将隐藏的真相告诉他们，否则时间将永远冻结在这一刻。之后她便和赫普踏上了寻找凯瑞吉的旅程。第14集其和赫普救出了凯瑞吉，但在离开之时受到冰雪之主的魔法触手干扰，凯瑞吉为了让大家离开便亲自留下与冰雪之主决一死战，小爱她们还没反应过来就被送回去了。之后小爱便脱离了故事世界，然后故事世界的神秘声音再次出现：这个世界的故事就到此结束了，每一个人都将因为自己的选择得到相应的结局。之后小爱醒来，说自己做了个很漫长很有趣的梦，众人想让她说说，但梅特作为“冰雪之王”书的主人却说这是个秘密。第22集末尾其被梅特告知从她决定帮助埃里克开始，她就和帕拉尼产生了命运羁绊。小爱将不得不在保全自己与帕拉尼的存亡之间取舍。第25集其与众人在遗忘之池以自己和众人的力量加上24节气花信汇聚的力量令生命法则之力得以重启，唤醒并激活了安琪儿送给其的年器的同时年器的力量将繁音重新带回小爱她们身边。之后年器释放的传承之力使众人再度升級變身，第26集由于帕拉尼多年来遭受灾厄侵袭，早已不堪重负。而唯一的星核之源在雪城爱众人二次重创桫椤的神识后从桫椤体内飞出并因为二次重创已经消失，帕拉尼即将崩塌而世界树的成长需要历经数十年甚至百余年的时间积淀，消耗能量极大，而众人之前经历了激烈的战斗，力量大受损耗，远远无法满足世界树的能量需求。与此同时桫椤曾被封印在遗忘之池时渗入地下的黑暗孢子从地缝中渗出并完全摧毁还未完全长成的世界树及法阵。为了帕拉尼的未来，小爱以牺牲自己全部的力量为代价和繁音一起化作新的世界樹，拯救了帕拉尼并使帕拉尼恢复如初。
據梅特老師所評是個不錯的繼承者。
與埃里克互有好感。
性別：女
身高：125cm（變小）→156cm
體重：40kg
生日：2032年12月31日（具體出生年份不詳）
年齡：3歲——13歲（守護天使）14歲（四時花语）（都是表面年齡，實際年齡不詳）
星座：摩羯座
血型：A型
學校：花港市小學(第三季、第四季)，綠茵學院(第五季、第六季)
班級：花港市小學五年級(第三季、第四季)，綠茵學院初二(第五季、第六季)
居住地：花港市(第三季、第四季)，花千嶼，綠茵學院的宿舍(第五季、第六季)
生辰守護花：山荷葉精靈（只是精靈，並不是精靈王）
花語：親情
性格：堅強、溫柔
變身法寶：山荷葉吊墜（椿大人和安琪兒女神的力量，用於變身），魔法盒子（用於變身，結合山荷葉吊墜，第五季升級後不用結合吊墜，年器（由安琪兒女神在冬季篇第1集贈與，擁有亙古時代流傳至今的力量，但使用者需要經過認可，冬季篇25集被正式激活。（山荷花舞悠扬，描绘光之方向，心路永不迷惘（春，对应小爱）。遵循女神指引，追寻闪耀晨星，刺破暗夜秘境（夏，对应贝瑞）。坚守最初誓言，扬起勇气风帆，奔赴幸福彼岸（秋，对应萨维莉）。使命传承千年，叩响时光之弦，信念永无终焉（冬，对应菲尔）。））
魔法武器/使用过的道具：聖潔花仙魔法使之杖、契約之石（由曼達贈於庫庫魯，再庫庫魯又將它放在她體內，後被曼達取回）、大暑力量凝結成的寶石（由大暑在夏季篇第23集贈與，夏季篇末尾歸還）、春暉法杖（雪城愛與夥伴們接受傳承之力、啟動年器重啟帕拉尼的生命法則，得到了新的變身形態並獲得了新的武器。）
寵物：釋迦(光明世界精靈，第五季進化)
魔法屬性：花(光)，对应春季（新绿绽放，唤醒春之韵律）。
菲爾
配音：王曉彤（中國大陸）
於《小花仙四時花語》登場，帕拉尼大陸奇蹟綠洲的巫女，因被埃里克王子劝说，偷走了豐饒之樹的希望種子，毀滅了自己的故鄉，遭到了族人的指责并被其族人逐出了奇蹟綠洲，不得不與埃里克跟伊賽德斯一起行動。
被雪城愛改變命運前是貝瑞的侍女，在金雀花家族的僕人們因為怕被貝瑞傳染沙麗卡而紛紛離去的時候依然在貝瑞身邊，但後來對貝瑞為了抑制住沙麗卡而接受暗夜契約成為黑魔女感到厭惡而離去，却在后来也成为了黑魔女。
伊賽德斯的手下之一，擁有使人生病的能力(包括幾乎無藥可醫的沙麗卡，成為花仙魔法使者後能力變成治癒他人)，為了阻止雪城愛收復節氣花信來拯救拉貝爾大陸，來到了地球並化名為陸心嵐在綠茵學院上學，是雪城愛的室友。
在與雪城愛的較量中，雪城愛的堅持與愛逐漸感化了她，最後選擇光明，在春季篇第26集成為了溫柔花仙魔法使者並和同伴們一起收復散落的節氣花信。
秋季篇收復立秋節氣花信時遭到伊賽德斯和薩維莉的攻擊，危急時刻立秋節氣花信領悟節氣之力，使用豐收之力而獲得了升級變身。
冬季篇第12集以埃斯普林大陆的千羽庄园女主人薇绮的身份在小爱进入的书本里的故事世界登场，伙伴是雨凝。埃斯普林大陆即故事世界的所在地，一直都被冰雪覆盖，而只有千羽庄园盛开着四季花朵，因为此庄园乃永夜女神眷顾之地，也是永夜女神留下的净土。薇绮真实身份是一名巫女，必须接受命运的束缚，终生守护千羽庄园，无法离开。而薇绮厌倦了千百年来孤寂不变的生活，除了雨凝没人愿意留下陪她。所以她极力劝小爱和赫普留下，但两人拒绝后她便将雨凝赶开并使用魔法催眠了小爱和赫普，却被雨凝破解。薇绮便亮出魔法折扇与小爱对决，被小爱用圣洁花冠击败才说出真相。之后薇绮还是决定让两人离开并亲手为两人打造了一个华丽的船让他们渡过一条河以前往寒霜北地，也就是冰雪之主蛇蕨的诞生地，寻找凯瑞吉。之后薇绮为了完成雨凝去外面探索的心愿而用魔法解开了其束缚让其飞出庄园。第25集得到安琪儿年器的传承之力并再度升級變身。第26集在帕拉尼恢复如初後成为家族的族长并带领族人迁移到了由雪城爱和繁音牺牲自己化作的世界树附近开始了新的生活，并与成为帕拉尼执政官的贝瑞和正式成为帕拉尼新任的王及新一代的守護神明的埃里克一起举行帕拉尼重生一周年庆典。
不擅長表達自己，但總會以實際的行動默默守護著對方。
性別：女
身高：155cm
體重：48kg
生日：2032年4月6日
年齡：14歲
星座：牡羊座
種族：巫族
生辰守護花：風信子（帕拉尼的人沒有守護精靈，那個只是守護花）
花語：讓人感動的愛；我很幸福；謝謝你
性格：面冷心熱，雖然不善表達，但總是以實際行動默默守護（黑魔女）；冷靜溫柔（花仙魔法使者）
現居住地：花千嶼，綠茵學院的宿舍
學校：綠茵學院
年級：初二
變身法寶&魔法武器：（紫色）溫柔折扇
魔法屬性：風，对应冬季（冰雪纷飞，唤醒冬之圣洁）。
貝瑞
配音：秦紫翼（中國大陸）
於《小花仙四時花語》春季篇第17集首次登場，金雀花家族的倖存者，是個才藝兼備、品學兼優的學霸，唯一的弱點是大太陽，伊賽德斯的手下之一，在菲爾抓捕清明節氣花信的途中在樹林裡與菲爾交談，表示願意幫助菲爾一起抓捕節氣花信，但被菲爾拒絕，第23集再次出現詢問菲爾是否需要幫助，再次被菲爾拒絕，26集末尾向伊赛德斯主动请缨替換菲爾阻止雪城愛等人收集節氣花信。
在菲爾來到地球後就自己跑到地球暗中活動并化名蕾娜，且是新晉當紅少女歌手“暗黑洛麗塔”，能利用黑魔法透過吸收生命力的方式來增強自己的力量。父母在其很小時就去世，自己亦得了沙麗卡，因飽受家僕們的歧視而過度悲傷在帕拉尼的峽谷墜崖，本來是被伊賽德斯變為黑魔女抑制住沙麗卡才免於一死，體質跟菲爾亦不同，無法像菲爾一樣擺脫黑暗，菲爾也對其利用黑暗力量抑制沙麗卡的方法感到厭惡，但在夏季篇第11集被雪城愛众人压制住了沙麗卡，雪城爱亦进入了贝瑞的内心世界，帮助她与过去和解并带她走出了阴影。
因被雪城愛及繁音的力量擊敗被暗夜契約襲擊反噬，沙麗卡亦復發，被雪城愛及菲爾跟埃里克的力量治癒，在夏季篇第12集意識到夥伴的力量以及雪城愛是改變她命運之人而成為夢想花仙魔法使者并与众人打败了暗夜契约化身的具象。
夏季篇第23集揭露其作為黑魔女時強大的戰力來自於黑暗力量，沒有了黑暗力量戰力便會大幅削弱。
秋季篇收復立秋節氣花信時遭到伊賽德斯和薩維莉的攻擊，危急時刻立秋節氣花信領悟節氣之力，使用豐收之力而獲得了升級變身。
冬季篇第6集在与梅特的秘密谈话中讲述金雀花家族的古籍中记载了关于星核之源的资料，而星核之源是帕拉尼最重要的秘境。传说帕拉尼能撑到现在，离不开星核之源。而帕拉尼的世界树就是菲尔家乡 - 奇迹绿洲的丰饶之树。第13集以两个不同的人 - 杰弥纳王国的大王女黛伊和小王女奈忒尔的身份在小爱进入的书本里的故事世界登场。两人是双胞胎，姐姐黛伊和妹妹奈忒尔。但两人性格却天差地别。在小爱一行人经过迷离森林到达一个皇宫，也就是杰弥纳王国的时候被黛伊看见并被黛伊逼迫去和士兵们一起做苦力以寻找王权之戒。据奈忒尔说，姐姐黛伊小时候是很温柔的，后来父王过世，母后成为女王，忙于国事，没精力照顾姐妹俩，黛伊就越来越任性了。而女王的身体因为过度操劳越来越差，所以奈忒尔在一个晚上会见女王时女王说打算下个月举办禅让大典，希望姐妹俩公平竞争。而王权之戒乃女王权位之传承的所需信物，可最近戒指却不翼而飞。所以女王说谁先找到谁就成为下一任杰弥纳女王。黛伊为了继承王位最近一直动用各种力量搜索整个王宫。小爱认为奈忒尔是最适合做下一任女王的，但奈忒尔对自己却没信心，而这一切都源于那个诅咒：很久以前，敌国派来邪恶魔法师给姐妹俩施加了诅咒，从此黛伊只能白天行动，而奈忒尔只能在晚间行动。一旦姐妹俩逾越了诅咒的边界，就会化为石像。于是小爱她们想出了一个好主意：第二天在干活时小爱和赫普故意争吵分散了黛伊的注意力，之后雨凝施展法术带着众人来到了一个莲花池并唤出了莲花精灵王玉芝。玉芝说出了王权之戒的真相：王权之戒是由玉芝和伙伴们联合藏起来的，因为她们也不希望黛伊成为女王。之后在夜晚小爱她们带着奈忒尔拿到了戒指，而小爱她们打算帮奈忒尔转交戒指，奈忒尔却说法令规定，只有流淌皇室血脉者才能接触此戒指，所以奈忒尔还是决定让姐姐将戒指交给女王。第二天黛伊将戒指带来并撒谎说是她找到的，但母后一下子就识破了黛伊的谎言并说出了王权之戒的另一个真相：自古以来，王权之戒都会帮助历代君王保持内心的纯净，而一旦持有者心中充满着贪念与谎言，宝石就会映射出持有者内心的颜色。随后女王当即宣布奈忒尔为下一任女王，但小爱却交给女王一封来自奈忒尔的信：信中奈忒尔说到她认为这场王女间的竞争是没有胜负的，而只有她和姐姐同在才能管理好杰弥纳，所以奈忒尔建议她和姐姐共同担任女王。母后同意了奈忒尔的请求并宣布黛伊和奈忒尔为杰弥纳王国新一任共同的女王。之后在小爱众人准备离开时黛伊告知在寒霜北地边缘的魔方山谷有位非常厉害的游侠(第13集末尾揭示了游侠的外表是萨维莉)，且当游侠看到了她即将给小爱手上的信物后会教小爱她们些强力魔法以应对冰雪之主。而雨凝由于已经达到了离开千羽庄园的极限，所以接下来的旅途就要靠小爱她们自己了。第25集得到安琪儿年器的传承之力并再度升級變身。第26集在帕拉尼恢复如初後正式成为金雀花家族的继承人并被推举为执政官，主持帕拉尼重生一周年庆典盛会。
性別：女
身高：155cm
體重：48kg
生日：2032年8月8日
年齡：14歲
星座：獅子座
種族：金雀花家族
生辰守護花：金雀花（帕拉尼的人沒有守護精靈，那個只是守護花）
花語：優雅整潔
性格：美麗、強大、陰暗、腹黑（黑魔女）；活潑開朗，性格外向，對待新朋友或難為情時容易害羞，有時會逃跑，還有點傲嬌（但傲嬌的外表下是一颗关爱他人的心）
學校：綠茵學院
年級：初二
變身法寶&魔法武器：（藍色）夢想搖鈴
魔法屬性：雷（黑魔女形态下），星（对应夏季。鸣虫低语，唤醒夏之绚烂）。
薩維莉
配音：羅玉婷（中國大陸）
於《小花仙四時花語》春季篇第26集末尾首次登場。原為帕拉尼的子民，曾為了保護一個女孩沒注意到大石塊掉下，被伊賽德斯發現並被拯救，从此开始敬重伊赛德斯且後追隨伊賽德斯成為其的手下之一，是伊赛德斯手下最強的戰士，曾經跟埃里克比試過並將埃里克擊敗，同時也是唯一沒成為花仙魔法使者就有专属魔法武器的黑魔女。春季篇第26集主動申請接替菲爾抓捕節氣花信，但被貝瑞拒絕。夏季篇第13集在见到贝瑞净化成为花仙魔法使者后主动请缨并接受了伊賽德斯擁有的忠誠烙印的力量替換貝瑞抓捕節氣花信，夏季篇第23集在帕拉尼峡谷之役与雪城爱等人对战时被极度愤怒的小暑击败并被生命之火的反噬之力反噬而死。
秋季篇第1集與伊賽德斯一同被桫欏復活，因與黑暗力量有了更深的結合實力大增，與伊賽德斯一同接受桫欏的命令去收集節氣花信的力量以及尋找索菲公主。
秋季篇第13集被埃里克連同雪城愛一同送往過去的帕拉尼，並在第14集意識到伊賽德斯被桫椤欺騙，秋季篇第15集因背叛桫欏被忠誠烙印反噬，在雪城愛、埃里克、菲爾、貝瑞的幫助下從忠誠烙印中解放。
秋季篇第16集靠著單純為伊賽德斯效忠的心成為活力花仙魔法使者並獲得了升級變身，從黑魔女服裝褲裝轉變成跟其他花仙魔法使者一樣的裙裝，並獨自擊退力量升级的伊赛德斯。
冬季篇第13集末尾在小爱进入的书本里的故事世界登场。第14集揭示了其在故事世界中为最高荣耀勋章获得者，永远的皇家战斗法师兼杰弥纳最强法师 - 萝耶尔。其见到小爱手上的信物后便明白了小爱她们的来意并带她们来到了她的地盘 - 炽焰居。她的炽焰居中有她设置的魔法结界，并说出了她为何居住于魔方山谷的真相：冰雪之主沉睡太久以至于人们都忘记了他。当她意识到他的力量正卷土重来时，这片杰弥纳王国和寒霜北地的接壤之地，也就是魔方山谷，已经开始被冰雪之主的邪恶力量侵蚀。于是她离开皇宫，驻守在这个山谷，就是为了阻止冰雪之主靠近。之后萝耶尔将魔法注入小爱的那个信物勋章里并告知一旦救出凯瑞吉就立刻集中意念唤醒勋章，其魔法之力会传送他们回到萝耶尔的地盘，同时她告知赫普进入冰雪之主的寒霜城堡后凯瑞吉必须由他唤醒，因为两人有着深厚的羁绊，其他人无法做到。第25集得到安琪儿年器的传承之力并再度升級變身。第26集在帕拉尼恢复如初後選擇留在花千屿跟梅特一起生活，在街头和梅特挑选宝石时与一个长得和伊赛德斯一模一样的男人擦肩而过。
跟其他二代花仙魔法使者不同，對應淑馨的她擅長運動，喜歡打網球，跟淑馨體質很差的設定相反。
外型與聲音跟其他花仙魔法使者相比亦較為男性化。
性別：女
身高：160cm
體重：48kg
生日：2032年3月26日
年齡：14歲
星座：牡羊座
生辰守護花：芙蓉花（帕拉尼的人沒有守護精靈，那個只是守護花）
花語：纖細之美、貞操和純潔
性格：熱情開朗，极其仗义，充满感恩之心，活力四射，堅定忠誠的元氣少女
種族：帕拉尼的子民
學校：綠茵學院
年級：初二
變身法寶&魔法武器：暗影之槍（黑魔女）、（橙色）活力魔杖
魔法屬性：火，对应秋季（麦浪轻舞，唤醒秋之甘甜）。

##### 古靈仙族
庫庫魯
配音：馮駿驊（中國大陸）
改編自淘米遊戲《小花仙》的同名動畫人物，同時也是動畫第一季到第四季的男主角。花仙國古靈仙族的王子，唯一的繼承人。個性頑皮，愛惡作劇，但同時又擁有騎士精神和無限活力。被邪惡女神雅加變成了永遠長不大的模樣，聽說只要找回花之法典就可以破除雅加的魔法，因此决定要找回花之法典
在地球上由於能量不足，變成了更小的布偶狀態。可以感受到花精靈的氣息，協助夏安安一起收集花精靈王，曾獲得了迷迭香精靈王贈送的海洋之露徽章，可以使用三次變成原來的正常模樣。第一次使用是為了讓安安成為最完美的公主，並且說這一切都是值得的，第二次使用是為了問清楚愛德文事實的真相，第三次使用是為了保護安安，他的守護精靈是拉貝爾大陸精靈王國的曼陀羅精靈王子(知道庫庫魯心愛之人是夏安安(安琪兒))。
未來的庫庫魯
俊美非凡，庫庫魯的少年形態，正式登場於第三季第24集。未來是古靈仙族的國王，女神安琪兒在最後關頭打開了時空之門，將雪城愛與庫庫魯送到了過去的拉貝爾大陸尋找夏安安尋求幫助。
《小花仙四時花語》春季篇第1集與伊賽德斯戰鬥，第2集對埃里克懷有敵意，第4集與安琪兒一起守護節氣花信結界，23集受安琪兒女神之託與芬妮等人來到花千嶼幫助雪城愛及埃里克，因在地球上能量不足和芬妮變為小男孩和小女孩的樣子，25集和芬妮打敗敵人並恢復地脈能量陣點和節氣花信之匙，因支持他們在地球的魔法能量將盡而返回拉貝爾大陸。
夏季篇第25集幫助安琪兒一起守護結界，並擊敗入侵拉貝爾的暗影之靈，第26集與眾人一起擊敗了暗影之靈，隨著永夜法陣的失效，暗影之靈也將消失，拉貝爾的危機也就告一段落。
奧丁
夏安安被神秘人相救之後，新登場的夏安安班級的轉學生，他擁有一雙紫色的瞳孔，還有一頭金色的利落短髮，看起來非常的精神，奧丁給夏安安一種熟悉的感覺，但是雪城愛卻從奧丁身上感受到了一種從未有過的危險感。
正當和愛德文、戴薇薇處在時空裂縫間的崩解，為了解救夏安安的強烈思念，被庫庫魯(古靈仙族國王)的淚水滴中了庫庫魯(古靈仙族王子)的契約之石，而反回現實世界，卻失去了記憶。在看到夏安安寫的童話故事中的拉貝爾大陸下，恢復了記憶，但不知為何裝作不知道，並且總是在夏安安遭遇危險挺身而出時，為了保護夏安安而被打暈。在他醒來下被安安等人隱瞞著精靈王的事情。在第四季第23集中為了保護安安使用了古靈仙防禦術後變回了庫庫魯(古靈仙族王子)透露了他的真實身份，其實是未來的庫庫魯(古靈仙族國王)最後的光明的一部分。最後在第四季第24集被神級精靈王不滅忍附體的斗篷男曼陀羅王子(曼達)搶走了契約之石後消失了，恢復了庫庫魯(古靈仙族國王)的記憶，也拯救了被神級精靈王不滅忍附體的曼陀羅王子(曼達)。
性別：男
生日：6月5日（世界環境日）
星座：雙子座
血型：O型
學校：花港市小學
班級：花港市小學五年級的學生
居住地：花港市
生辰守護花：曼陀羅
花語：敬愛，幸運兒，不止息的幸福
性格優點：有騎士精神、有無限活力、總有小聰明和好點子
性格缺點：愛惡作劇、自命不凡
口頭禪： 我可是古靈仙族的王子！
擅長的科目：變身魔法課、飛行課、劍術課、王族禮儀課
不擅長的科目：花仙歷史課、精靈語言課、精靈魔法課……
喜歡的顏色：紫色
喜歡的食物：安安做的布丁、草莓蛋糕
夢想：成為最了不起的花仙王子、光復古靈仙族。
喜歡的人（愛人）：夏安安（安琪兒）
妹妹：芬妮
芬妮
配音：夜薇（中國大陸）
改編自淘米遊戲《小花仙》的同名動畫人物，於《小花仙第三季》登場，未來拉貝爾大陸古靈仙族的公主，庫庫魯的妹妹，因庫庫魯違背誓言 ，傷心過度，被黑暗魔神利用而黑化。為了阻止穿越到過去尋求命定少女幫助的雪城愛，也隨之一同穿過了時空之門。來到異世界後召喚非天攻擊夏安安等人，後因法力不足變為了小女孩的模樣，手持一隻可以變身的黑兔玩偶。第四季變回原來的樣子，並解除庫庫魯的黑魔法，後消失，後於第四季結局復活。十分可憐而又堅強，被夏安安搶了自己的心上人，被自己喜歡的人忘得一乾二淨。
春季篇23集受安琪兒女神之託與庫庫魯等人來到花千嶼幫助雪城愛及埃里克，因在地球上能量不足和庫庫魯變為小女孩和小男孩的樣子，並獨自一人進入鐘樓，24集用自己的力量困住敵人以幫助庫庫魯，25集和庫庫魯打敗敵人並恢復地脈能量陣點和節氣花信之匙，因支持他們在地球的魔法能量將盡而返回拉貝爾大陸。
性別：女
身高：165cm
年齡：15（變小前）7（變小後） 
生日：6月23日（國際奧林匹克日）
星座：巨蟹座
血型：A型
生辰守護花：勿忘我精靈王：穆回
花語：回憶，請不要忘記我
夢想：和庫庫魯永遠在一起，光復古靈仙族。
喜歡的人：庫庫魯
愛德文（Edwin）
配音：沈達威（中國大陸）
改編自淘米遊戲《小花仙》的同名動畫人物。
庫庫魯的老師，給庫庫魯的影響很大。
曾在第一季化身成人類進入夏安安和千韓所在班級。
性別：男
生日：9月21日（國際和平日）
星座：處女座
學校：花港市小學
班級：花港市小學五年級的學生
生辰守護花：聖羅勒精靈王：紫蘇
花語：協助
寵物：窮奇
性格優點：沉穩冷靜，有智慧的頭腦，有責任心、使命感
性格缺點：成為強者修行的過程中偶爾的迷惑，隨性、無法親近(除去黛薇薇和庫庫鲁）
口頭禪：力量的強大未必真正的強者！
讓你們見識下真正的古靈仙族力量……
喜歡的顏色：藍色
目標：成為強者，光復古靈仙族。
黛薇薇
配音：(第一季)鬼月、(第二季)范楚絨（中國大陸）
改編自淘米遊戲《小花仙》的同名動畫人物。
漂亮清新，可愛温柔，清純甜美的女花仙，是大姐姐一般的存在，和愛德文是青梅竹馬，花之法典的花精靈契約者，同時也是她釋放了花之法典，目標是把庫庫魯培養成優秀的古靈仙族繼承人。
曾在第一季化身成人類進入夏安安和千韓所在班級。
第二季第四集中為保護夏安安而失去力量，現已恢複。
性別：女
年齡：17歲
生日：7月11日（世界人口日）
星座：巨蟹座
學校：花港市小學
班級：花港市小學五年級的導師
生辰守護花：薔薇精靈王：蘼
花語：崇高神聖的愛
性格優點：溫柔善良，有同情心，散發母性的光輝
性格缺點：愛操心，愛擔心，愛管教
口頭禪：庫庫魯，你是古靈仙族最後的希望！！
我必須去幫助他（她）！！
喜歡的顏色：薔薇色
目標：把庫庫魯培養成優秀的古靈仙族繼承人。

##### 拉貝爾大陸
普普拉（Flower Goddess Pupula）
配音：楊夢露（中國大陸）
改編自淘米遊戲《小花仙》的同名動畫人物。
花仙世界曾经的最高領袖和拉貝爾大陸的統治者，光輝普照的花之女神。与帕拉尼的永夜女神是挚友。
后来在雅加获得了黑暗魔神的力量变得更强之后便消耗自己的神力继续守护拉贝尔，相信夏安安一定能成功。
女神曆元年，冰雪襲捲大地，天空陷入黑暗，萬物逐漸凋零，普普拉女神從天而降，為拉貝爾帶來曙光，女神穿越風雪的盡頭，跨過酷熱的山巒，在雨潤的雲深處，在泥濘的沼澤邊，在第一朵花開的川途，在第一片落葉的叢林，重新喚醒所有的花之信使，他們分別代表二十四個節氣，女神與他們締結契約，建立起拉貝爾最初，也是最終的一道守護防線，借助節氣花信守護結界的力量，女神終於戰勝了黑暗魔神，節氣花信的甦醒，也給花精靈們注入了全新的力量，從此以後，拉貝爾花開有時，四季有序。
在夏安安用其母亲莉莉女神的力量再次封印黑暗魔神后普普拉与雅加展开了最后一场决战，雅加战败。但普普拉一直对雅加感到深深的愧疚，便选择与雅加一起长眠在天际尽头的天空墓园中，两人会有一天醒来。
性別：女
生日：1月1日
星座：摩羯座
守護花：神聖之心
花語：神聖光輝照耀大地
性格：讓人感覺溫暖、光明，充滿慈愛，非凡智慧和力量，無私的守護精神。
口頭禪：我們要相信XXX自己內心的力量！
使命：守護聖靈之力，守護拉貝爾大陸，驅逐一切邪惡，协助守护帕拉尼，戰勝雅加。

##### 智慧國
露娜（Luna）
改編自淘米遊戲《小花仙》的同名動畫人物，小花仙遊戲中智慧國女王，普普拉花神的大女兒，第二季中受女神的委派，到地球上幫助花仙魔法使者夏安安，但到了地球由於能量不足，變成了像庫庫魯一樣的布偶狀態，在地球遇見了淑馨，讓淑馨成為了花仙魔法使者。
性別：女
年齡：25歲
生日：9月8日（世界團結日）
星座：處女座
守護花：月桂（樹環）
花語：光榮、榮譽、學識淵博
性格優點：嘴硬心軟，穩重、成熟、高雅，有著令人信服的氣質
性格缺點：稍有冷漠、古板，不苟言笑
口頭禪：願人人都充滿智慧！
身份：女神的大女兒

##### 美麗國
露莎（Lusa）
改編自淘米遊戲《小花仙》的同名動畫人物，小花仙遊戲中美麗國女王，普普拉花神的二女兒，第二季中受女神的委派，到地球上幫助花仙魔法使者夏安安，但到了地球由於能量不足，變成了像庫庫魯一樣的布偶狀態，並在地球遇見了伊瞳，讓伊瞳成為了花仙魔法使者。
性別：女
年齡：20歲
生日：3月8日（世界公主節）
星座：雙魚座
守護花：大麗花
花語：華麗
性格：善解人意
口頭禪：每個少女都是公主！
身份：女神的二女兒

##### 愛心國
露露（Lulu）
配音：張紫晗（中國大陸）
改編自淘米遊戲《小花仙》的同名動畫人物，小花仙遊戲中愛心國女王，普普拉花神的三女兒，第二季中受女神的委派，到地球上幫助花仙魔法使者夏安安，但到了地球由於能量不足，變成了像庫庫魯一樣的布偶狀態，與兩個姐姐意外分離，最後相遇，非常喜歡千韓，因為千韓很有愛心，並讓千韓成為了花仙魔法使者。
性別：女
年齡：13歲
生日：5月8日（世界微笑日）
星座：金牛座
守護花：孔雀草
花語：活潑、興高采烈
性格：樂觀善良
口頭禪：嘻嘻，讓我來幫幫你吧。
身份：女神的三女兒

##### 勇氣國
西蒙•古利斯坦•猛咖（Simon）
改編自淘米遊戲《小花仙》的同名動畫人物。
拉貝爾大陸勇氣國的王子，是塔巴斯的親哥哥，非常疼愛塔巴斯。正義、勇敢、有慈悲之心，是勇氣國臣民愛戴的好王子。西蒙王子從女神圖書館里找到的古書中發現一種叫“心境”的神奇魔法，並不惜一切代價，到冰蛇要塞去找到了這種魔法寶石，换來了塔巴斯從此能用心靈看到一切的能力。塔巴斯屈服於邪惡之後，西蒙王子萬分痛心，他發誓一定與黑暗鬥爭到底，把曾經的塔巴斯帶回家；第三季第32集首次登場；第四季第1集登場。
《小花仙四時花語》春季篇第23集受安琪兒女神之託與塔巴斯等人來到花千嶼幫助雪城愛及埃里克，25集和塔巴斯打敗貓頭鷹並恢復地脈能量陣點和節氣花信之匙，因支持他們在地球的魔法能量將盡而返回拉貝爾大陸。
勇氣國曾是一片美麗的原野，但是受到風沙之王的侵蝕，變成了荒漠。
西蒙王子帶領國民，在智慧、美麗、愛心國花仙的幫助下擊退了風沙之王的爪牙，將荒漠變成綠洲。
勇氣古堡中有一對金色的翅膀，那是勇氣國傳承的勇氣之翼，只有最勇敢的王者才能讓勇氣之翼甦醒。
在勇氣古堡裡，有一座挺立的雕像，那是勇氣國第一代的國王，他的事蹟被人們永遠傳頌。
性別：男
年齡：20歲
生日：7月29日（全球老虎日）
性格優點：勇敢、寬厚、一心為民
性格缺點：永不後退
才能：劍術高超
愛好：接見國民
身份：勇氣國大王子
魔法武器：刀
塔巴斯•古利斯坦•猛咖（Tabas）
配音：（沈達威）
改編自淘米遊戲《小花仙》的同名動畫人物。
西蒙的弟弟，被黑暗魔神詛咒，擁有能破壞一切的魔輪之眼，普普拉花神為了保護拉貝爾大陸暫時將其封印。
雙眼的關係只有哥哥西蒙王子疼愛他，所以性格孤僻，但又很有天賦，魔法跟武功雙修，成為了不起的魔法師。
因被黑暗魔神誘惑，封印被打開，成為邪惡勢力的爪牙，第二季來到地球跟夏安安搶奪花之法典花仙精靈王，跟花仙魔法使者展開激烈的鬥爭。
在大電影《小花仙之奇蹟少女》被西蒙成功淨化。
《小花仙四時花語》春季篇23集受安琪兒女神之託與西蒙等人來到花千嶼幫助雪城愛及埃里克，24集心境之花被貓頭鷹奪走。
第25集奪回心境之花，和西蒙打敗敵人並恢復地脈能量陣點和節氣花信之匙，因支持他們在地球的魔法能量將盡而返回拉貝爾大陸。
性別：男
年齡：17歲
生日：10月31日（萬聖節）
星座：天蠍座
生辰守護花：黑玫瑰花精靈王.男爵:梅里美
花語：內心的惡魔
性格：孤僻、偏執
身份：勇氣國二王子
魔法武器：黑玫瑰三棱矛

##### 其他人物
雅加
改編自淘米遊戲《小花仙》的同名動畫人物。
想要幫助黑暗魔神搶奪《花之法典》，獲得神秘力量，從而一起統治拉貝爾大陸，但因黛薇薇釋放了花之法典而暫時作罷，暗中派迷之王子塔巴斯去地球搶奪花仙精靈王。
第二季獲得了黑暗魔神的強大黑暗力量，變換了容貌。
大電影中黑暗被驅除後與普普拉進行了一場戰役，結果戰敗，所施加的所有黑魔法都被破解，未來與普普拉一起長眠在天際盡頭的天空墓園中，有一天會醒來。
小時候和姐姐普普拉花神很要好，可是大神官不准許兩人在一起，因此和姐姐普普拉花神越走越疏遠，最後為敵。
黑暗魔神
動畫片《小花仙》系列第一季到第四季的反派之主，混沌神識的殘餘體，妄圖佔領拉貝爾大陸，獲得神秘力量，也曾经进攻过帕拉尼与桫椤和永夜对战但不敌。大電影中被普普拉花神用花之法典封印了起來。
第三季中將《花之法典》、芬妮和庫庫魯黑化，並附身在暗影勿忘我精靈王·穆回的身上，第40集被夏安安等人聯手擊退，後回到未來的拉貝爾大陸，並在末尾捉走了安琪兒女神。
第四季再次附身到暗影勿忘我精靈王·穆回的身上，幫助黑化庫庫魯完成他的邪惡計劃，第30集被黑化的庫庫魯從穆回的體內將其驅逐，使穆回成功進化，第35集找到了新的宿主，附身在安琪兒女神的身上，黑化了安琪兒女神，第36集被庫庫魯從安琪兒體內驅趕出去，第39集將不滅忍打敗，後被安琪兒匯集的所有拉贝尔大陆的力量幻化為天空樹消滅。
大神官
幼時普普拉花神的導師，在花神之族當老師的人都被稱為“大神官”，真名不詳，很嚴格，對普普拉很苛刻，拆散了幼年時的雅加花神和普普拉花神倆姐妹，導緻雅加和普普拉為敵。
夏木
配音：夏磊（中國大陸）
夏安安的爸爸，溫柔、有愛心，是個很完美的爸爸，美中不足的地方是他做飯太難吃了，但在種植方面卻是教授級的人物，知晓自己的妻子是花仙。
千教授
植物學家，千韓的爺爺，樂善好施，家裡有一個書房和一個花園，與孫女千韓一起生活，和夏木教授在研究院工作。
王珂
淑馨的表哥，樂於助人，熱情的大男孩，溫柔熱情，待人很好，特別是小朋友，是一個很好的榜樣，經常幫助夏木教授把花圃裡的花拿來花店裡賣。
維達
雪城愛的童年玩伴，每次考試都與雪城愛一組，每次考試都是雪城愛偷偷幫忙作弊，因此以為自己的魔法強大，到後來因為法力不夠強大還逞能差點被食人花吃掉，最後逃了出來。
洛奇
雪城愛的童年玩伴，魔法強大，偶爾會指導雪城愛魔法，知道維達能通過考試的真相，答應雪城愛幫忙保密。

##### 四時花語登場人物
梅特
配音：劉飛（中國大陸）
綠茵學院的心理輔導老師，也是一名魔法師，能夠直接使用精靈們的力量，實力在伊賽德斯前期之上，中後期未知（夏季篇揭示能夠輕易清除伊賽德斯在前往帕拉尼的通道施加的黑魔法，輕易破解伊賽德斯的法陣）。
知曉許多傳說祕聞跟雪城愛、埃里克等人的真實身份。
春季篇第5集以老師的身份進入綠茵學院，他告訴雪城愛和埃里克去感受一下中國傳統文化的奧秘，說不定會從中找到答案。
夏季篇17集暴露魔法師的身份，並幫助雪城愛等人開啟進入帕拉尼的通道。
秋季篇9集向雪城愛、埃里克、菲爾、貝瑞講述了普普拉女神和永夜女神之間的事（曾经無人知曉傳言的真偽，但在冬季篇第19集证实此傳言乃桫椤编造的谎言，因为永夜是为了封印打算夺取星核之源的桫椤才陷入长眠，而所谓的祈愿者的身份则是桫椤为了蒙骗他人而为永夜强加的虚名。):自從一次兩者之間的隱秘會面後，永夜女神就突然變成了祈願者，不斷消耗夜之神力，最後終於支撐不住，但永夜女神留下了最後的夜之神力，然後把自己的一道神識化為帕拉尼皇室的公主，之後陷入永恆長眠，公主存在了上千年，一直是皇室保守如瓶的秘密，夜之神力一直等待着被女神神識化身和希望之光一起重新開啟，自從永夜女神陷入長眠後，帕拉尼就此陷入了不可否認的衰弱。梅特提醒埃里克没有女神神識認可，黎明之星可能儲存的夜之神力就無法被唤醒，然後用黎明之星的力量告訴雪城愛、埃里克、菲爾、貝瑞索菲公主，也就是永夜女神的神識化身，就在地球。
秋季篇第23集施展法术使花千屿的所有居民陷入沉睡以免受黑暗孢子的影响。
冬季篇第6集在与小爱她们的秘密谈话中告知小爱她们如果桫椤完全融合夜之神力，恐怕连安琪儿女神也不是他的对手。与此同时，梅特再次以魔法师形态对众人揭示宇宙奥秘，告知众人无论是与地球隐秘相通的拉贝尔还是与拉贝尔镜像双生的帕拉尼，三者都遵循着永恒的生命法则，以星核之源为核心，以世界树为支撑，以自然规律为运行周期，万物之灵由此衍生，亘古不灭。而安琪儿和永夜都是以守护生命法则为己任。万物生灵都要接受生命法则之约束。梅特随后告知纵使桫椤已有了比肩神明的力量，但只要帕拉尼被封印的生命法则被唤醒，桫椤可以完全被打败，帕拉尼也将重获新生。而24节气花信是重启生命法则的关键。出于某些考量，梅特把地球的世界树幼苗送给了大家，而雪城爱感受到这个幼苗也在呼唤她。第22集末尾再次以魔法师形态出现并带着菲尔，贝瑞，和萨维莉过来告知众人一个坏消息：从雪城爱决定帮助埃里克开始，她就和帕拉尼产生了命运羁绊。小爱将不得不在保全自己与帕拉尼的存亡之间取舍。第23集其将最后一份礼物送给了小爱，那是从梅特手中的世界树幼苗中释放出来的一道魔法力量，并告知众人每颗世界树都诞生于星核之源，彼此间相隔光年也能灵犀与共。目送小爱她们离开后独自一人留在地球对抗桫椤派出袭击地球的暗影之灵。第24集同时攻击地球和拉贝尔的所有暗影之灵都被桫椤贪婪地回收了，第26集在帕拉尼恢复如初後與薩維莉一起在花千屿生活。
性別：男
身份：綠茵學院的心理輔導老師、灰之魔法師、地球最后一位魔法师（冬季篇第23集梅特说的，但他只想做一个平平无奇的老师。）
魔法屬性：灰

##### 帕拉尼大陸
埃里克·雷奧（Eric）
配音：杜光禕（中國大陸）
《小花仙四時花語》男主角，外文名字Eric原意為唯一的統治者，帕拉尼大陸的王子，因為帕拉尼土地貧瘠而快長不出植物，只能依靠自己的母后作為祈願者一直用魔法支撐著，從小就有想拯救帕拉尼的想法。
總是努力學習，但自己的父王永遠都看不到自己的努力，對於帕拉尼的危機曾感到不公平，不明白為什麼要由他們（帕拉尼）來承受這樣的命運。
春季篇第1集離開帕拉尼，第2集在受傷的狀態下平安通過節氣花信守護結界掉落到拉貝爾大陸，被雪城愛所救。
一開始對拉貝爾的所有花仙都很警惕，後來在與雪城愛的相處中被她的真誠所打動，拜託她拯救帕拉尼。
春季篇第3集在與伊賽德斯的戰鬥中所用的劍被伊賽德斯破壞。
春季篇第4集與雪城愛一起來到了女神陳列室喚醒釋迦和非天並了解了拉貝爾的歷史，甦醒的非天給了他一把全新的劍，為了拯救拉貝爾和解除帕拉尼的黑暗危機，與雪城愛、釋迦和非天一起來到地球，收復散落的節氣花信。
春季篇第25集恢復地脈能量陣點及節氣花信之匙，26集與雪城愛及净化后的菲爾擊退伊賽德斯。
桫欏口中的預言之子，傳說中在黑暗中誕生給帕拉尼帶來永恆的光明之人，夏季篇第16集正式覺醒希望之光的力量(要使用需要同伴進行力量支援，秋季篇被立秋使用豐收之力後不需要同伴進行力量支援)，然而此力量的覺醒也喚醒了桫欏，原本被桫欏選中施予忠臣烙印的是該角色，伊賽德斯其實是頂替。
夏季篇第17集被伊賽德斯抓走，成為開啟永夜法陣的動力源，夏季篇第23集被永夜法陣吞噬，在永夜法陣內從桫欏口中得知帕拉尼曾經也有守護神但被普普拉蠱惑成為第一代祈願者最終耗盡神力而死的實情(实为桫椤为了蛊惑埃里克而说的谎言)。
夏季篇第26集成功利用黎明之星的力量擊敗桫欏逃離出永夜法陣，之後跟伊賽德斯對峙時一度因為伊賽德斯因其陷入黑暗而感到自責，在雪城愛的鼓勵下重新振作，跟雪城愛及提供自身力量的菲爾貝瑞一同擊敗吸收了暗影之灵而强化后的伊賽德斯，並許下了一定要從黑暗中救出伊賽德斯的心願。
秋季篇第25集喚醒了希望之力的同時喚醒了永夜女神的神识，並與永夜女神的分身合力發動新技能破厄斬難-希望之劍破解了桫欏的結界與桫欏對峙，第26集被桫欏命令的伊赛德斯抓住並被帶走。
冬季篇第7集其体内的夜之神力被伊赛德斯完全抽走(看似是伊赛德斯对桫椤表忠心，实为保护他)。第8集在桫椤让伊赛德斯可以随意处置他时，其被伊赛德斯派了两个暗影之灵通过时空乱流将其驱逐出帕拉尼(第18集其被逐出帕拉尼的真相揭晓：伊赛德斯将时空乱流的出口改到花千屿，这也是伊赛德斯最后能为他做的。)。第8集末尾其被套上了立冬的围巾并在静樱湖中心被释迦和非天发现，但被发现时正处于昏迷状态。第9集被立冬众人带回贝瑞家中并得到了救治，但仍未苏醒。第11集以赫普的身份出现在小爱进入的书本里的故事世界中，伙伴是凯瑞吉。第14集成功唤醒凯瑞吉，但凯瑞吉却留下断后并与冰雪之主决一死战，故事到此结束。第15集做了一个梦，梦里阐述了他以前的回忆，之后苏醒。第20集其揭示了只有找到冬季最后的节气花信他才能完全恢复力量。第22集其力量被小寒完全恢复。第24集其在与伊赛德斯的决战中完成蜕变，就此改變了在帕拉尼的服裝跟髮色并升級了武器。第25集被桫椤强行带入他的神识空间 - 金色圣域中并于此和桫椤对决，后摆脱桫椤利用其的内疚所制造的心魔，最终强行刺入桫椤的胸膛并极大地重创了其意识，却使桫椤失控，第26集在帕拉尼恢复如初後正式成为帕拉尼新任的王及新一代的守護神明，經常去雪城愛化作的世界樹下坐著回憶雪城愛，因為那是唯一能感受到雪城愛存在的地方。
曾經與伊賽德斯一起製作一隻巨大的蘭蒂斯（類似滑翔翼）。
與雪城愛互有好感，當別的男生過度親近雪城愛時會吃點小醋。
生日：2032年5月20日
星座：金牛座
年齡：14歲
性別：男
現居住地：花千嶼，綠茵學院的宿舍
學校：綠茵學院
年級：初二
變身魔法武器：劍(冬季篇第24集得到升级)、黎明之星（帕拉尼的守護寶石，永夜女神的至寶，是具有強大魔法力量的王室聖物 ）
寵物：非天(黑暗世界精靈，第五季進化)
魔法屬性：黎明(光)
能力：传承希望之力，守护荣耀之光，斩尽一切黑暗，化作光明希冀！黎明之刃！(春夏篇)；破厄斩难，希望之剑！(秋季篇)；皓月凌空，承不朽之光庇佑，穿越千载星河，点亮曙光，燃尽暗夜灾厄，希望之剑！(冬季篇)；治愈魔法
菲爾
#二代花仙魔法使者參照
伊賽德斯
配音：馬洋（中國大陸）
帕拉尼大陸的將軍，在貧民窟認識了埃里克。第二次埃里克遇到他時，邀請他成為自己的侍衛且其接受了埃里克的邀请，对埃里克极其忠诚。後來受到桫椤的蠱惑，誤會了拉貝爾并認為帕拉尼的危機是拉貝爾造成的，進而亲自進攻拉貝爾，并且那时他已经抱定了无法回头的决心才选择代替埃里克接受黑暗契约。
由於知道埃里克不会接受黑暗力量，因此比暗夜契約更強大但一旦背叛也更難以解除脫離的忠臣烙印也由自己以及自願接受忠臣烙印的薩維莉承擔。
春季篇第4集派遣菲爾到地球阻止雪城愛及埃里克。
春季篇第25集來到花千嶼打算处决被小爱感化的菲尔时却遭到小爱和埃里克阻止，第26集在菲爾净化成為花仙魔法使者後被他們三人聯手擊退并受傷，而後又派遣主动请缨的貝瑞前去阻止雪城愛等三人。
夏季篇第4集看到雪城愛覺醒聖潔之光後決定開啟永夜法陣，夏季篇第13集決定加快開啟永夜法陣的進程，夏季篇第16集從桫欏口中得知希望之光的力量覺醒的同时元凶(就是桫椤本人)也會被喚醒，且需要埃里克的希望之光力量作為開啟永夜法陣的動力源(要真正啟動還需要更多能量)，因此在夏季篇第17集將埃里克抓走并要求埃里克履行作為帕拉尼王子的義務。
夏季篇第26集被小爱众人联手击败并由于吸收太多黑暗力量被反噬而死，死前對埃里克下了下次見面雙方徹底是敵人的誓言。
秋季篇第1集與薩維莉一同被桫欏復活，因與黑暗力量有了更深的結合實力大增，與薩維莉一同接受桫欏的命令去继续收集節氣花信的力量以及尋找永夜女神的神識化身，也就是索菲公主。
秋季篇第15集被桫欏賜予新力量升級，黑化服裝造型有了大幅度的改版，同時戰力變得比秋季篇第1集更強。
冬季篇第11集以凯瑞吉的身份出现在小爱进入的书本里的故事世界中，伙伴是赫普。后在第11集后期被冰雪之主在他钓完鱼回家的路上用黑暗力量控制了心智并之后跟冰雪之主离开。离开前被赫普追上然后在赫普劝说其离开之时赫普被冰雪之主困住准备消灭的时候其饶了赫普一命。第14集成功被赫普唤醒，但他为了让赫普他们离开便留下断后并与冰雪之主决一死战，故事到此结束。第18集其终于看透了桫椤的野心(在见到了第19集揭晓的永夜给他看的真相后)，与其决裂并在帕拉尼星核之源的所在处(遗忘之池，桫椤曾被永夜和普普拉联手封印的地方)与桫椤对战，期间伊赛德斯却说出了一些内幕：桫椤问他什么时候产生异心的，伊赛德斯说在当桫椤开始阻止他过问沙丽卡计划时就有了。真相是帕拉尼只是祭品，而桫椤安排伊赛德斯做的一切，都是为了推进桫椤的真实计划。之前伊赛德斯故意激怒桫椤启动忠诚烙印，并在桫椤身上暗中设下窥探之眼，探查到桫椤真正的目标。最后不敌桫椤并被他困住。而当桫椤说出伊赛德斯强行取出埃里克的神力给他看似是在表忠心实为保护他时的真相，伊赛德斯说“只有变成废人，他才能活着离开。”之后伊赛德斯强行挣脱了桫椤的束缚且其左手上露出了永夜赐予他的符文（在伊赛德斯与桫椤进入遗忘之池时，星核之源飞出了一只蝴蝶，蝴蝶飞到伊赛德斯手上变为了符文），也就是他的赎罪的机会，其已无愧于帕拉尼。第19集揭示由于永夜的神力已经消耗殆尽，以她残存的意识无法再与桫椤对决。所以当伊赛德斯毫不犹豫答应永夜打败桫椤时，永夜希望他利用她最后的力量激活普普拉留下的封印，彻底覆灭桫椤。而她赋予伊赛德斯的那个符文的力量虽然能暂时压制桫椤，但在激活封印的瞬间，符文会耗尽伊赛德斯全部生命力，并且此操作不可逆。之后永夜提醒他一定要抓住那个关键时机。第20集其利用永夜和普普拉共同留下的神力与桫椤对决并无视了一切桫椤对他的言语蛊惑，暂时压制住了桫椤。但由于这股力量撑不了多久，并且永夜和普普拉留下的神力只会封印黑暗却对同根同源的神力无效，桫椤趁机偷袭了他并很快摆脱了伊赛德斯利用两位女神残存的神力对他的封印并将伊赛德斯身上与桫椤得到的神力完全融合的神力全部夺走。伊赛德斯倒下了并将最后的希望寄托在了埃里克，菲尔，贝瑞，和萨维莉身上，手上的符文消失了。第21集被桫椤用黑暗力量彻底魔化，沦为毫无感情的战争机器。第23集以战争机器之躯被迫与埃里克决一死战，最终于第24集被完成蜕变的埃里克用希望之剑击败，后被释迦和埃里克送入时空乱流中免受黑暗进一步侵蚀，从此彻底和埃里克告别。第26集末尾一个长得和他一模一样的人出现在了花千屿并与萨维莉擦肩而过。

##### 对伊赛德斯的评价
```
“可真是个狠角色，一起长大的伙伴都能被当做垫脚石往死里踩，不过可惜呀，你那微不足道的力量配不上你的野心，终究只是我这盘棋中的一枚棋子。而你最终会遵循内心的欲望驱使，成为我的利刃，又或是被愚蠢的信念桎梏，沦为背叛者。”- 桫椤，冬季篇第8集。
“你真是太让我惊喜了，其实你是最适合臣服于黑暗的，本该成为我最优秀的棋子，可惜呀。”- 桫椤，冬季篇第18集。(备注：伊赛德斯对桫椤此评价回复：可惜，我是颗反将一军的棋子。)
“伊赛德斯，是个很难去评价的角色。过去他展现的是他在为黑暗而战，始终相信桫椤可以拯救帕拉尼。可现在再来看，他的牺牲却是如此之悲伤。悲伤之处在于他一直在为拯救帕拉尼而战，但是走错了路，一直行走在黑暗中，想弃暗投明却为时已晚。但帕拉尼会记住他的一切，包括他的过错与他的奉献。” - 冬季篇第24集彩蛋。
```

生日：2030年7月10日
星座：巨蟹座
年齡：16歲
性別：男
身份：帕拉尼的將軍、埃里克的侍衛兼摯友
夢想：讓帕拉尼大陸恢复如初，徹底擺脫黑暗
魔法武器：長槍
親人：莉娜（妹妹）
手下：菲爾、貝瑞、薩维莉(後皆成為花仙魔法使者離去)
貝瑞
#二代花仙魔法使者參照
薩維莉
#二代花仙魔法使者參照
索菲
春季篇片頭曲首次登場並出現在埃里克的回憶中，埃里克一直以為是他親姐姐，秋季篇第5集經桫欏口中得知是永夜女神的神識化身。
為了不被黑暗力量找到來到了地球，並封印了記憶，等候預言中的希望之光到來。
秋季篇第17集正式登場化名索菲婭並以話劇社導演之姿策劃了一齣以白雪公主為主題的舞臺劇，並邀請露西（寒露節氣花信）當話劇社演出嘉賓。
因話劇社其他社員受伊賽德斯的黑魔法影響生病而邀請雪城愛、埃里克、菲爾、貝瑞、薩維莉、伊賽德斯臨時演出。
秋季篇第24集在夏安安被桫欏切斷與花兒的聯繫的同時被桫欏抓住，第25集正式想起了自己是永夜女神的神識化身，在自身與黎明之星化作永夜女神的分身後正式消失。
跟霜降節氣花信為互相守護的關係。
性別：女
身份：帕拉尼的公主、永夜女神的神識化身
永夜女神
帕拉尼的守護女神，外號黑夜之女，至寶為黎明之星。根据桫椤被封印时对埃里克所说，普普拉為了得到其的力量蠱惑其成為第一代祈願者最終耗盡神力陷入長眠，在長眠前將自身的最后一道神識化為帕拉尼皇室的索菲公主(此番说辞在冬季篇第19集证实为桫椤的谎言)。秋季篇第25集其神识被埃里克喚醒的希望之力喚醒，並教導埃里克如何用心去感受蘊含在希望中破除一切困難的力量。冬季篇第19集再次现身并带领伊赛德斯打开记忆之扉去看清真相。而真相是：当某次桫椤并未参加丰收盛典而永夜来找他谈话时，桫椤说的话完全暴露了他对永夜受万人敬仰的嫉妒。桫椤完全吸收黑暗魔神的力量后不仅彻底被黑暗同化而且吸收此力量释放的影响对帕拉尼带来了灾难性影响。之后在遗忘之池永夜叫来桫椤并说她早该意识到他太过不择手段，迟早会堕入黑暗。在永夜前方的水晶球中显示了桫椤在帕拉尼皇宫的祈愿祭台打算通过此处以访问位于遗忘之池的星核之源，却发现永夜私下更改了启动祭台的魔法机关。桫椤狡辩说他只是预感到黑暗魔神残存的能量正在骚动，想尽快得到星核之源好守护帕拉尼。永夜警告他如果他成为下一个黑暗魔神，她会亲手消灭他。可刚说完桫椤就释放一道冲击波将水晶球击碎，并说在永夜拉拢那群平民时，他已经强大到不需要星核之源也足以打败永夜的程度了。之后他释放强大的力量压制并吸收了永夜的力量并将她绑住。永夜谴责桫椤制造沙丽卡病毒迫使民众陷入苦难，再从中汲取黑暗能量，与魔神又有什么区别。桫椤告知他已经获得了黑暗魔神的力量，准备夺走永夜的女神之力。在桫椤强行夺取永夜力量不久普普拉女神出现阻止了他并救下了永夜。两人与桫椤开战但勉强打成平手。眼看无法打败桫椤永夜决定牺牲自己与桫椤同归于尽，普普拉也以圣灵之力凝结永夜光辉封印黑暗。做完这一切后桫椤将被永远禁锢在这片遗忘之池，而永夜也会在此守护星核之源维持帕拉尼的运转，直到拥有希望之力的勇者为拯救世人而来。冬季篇第25集正式将其至宝 - 黎明之星赋予埃里克且黎明之星嵌入了埃里克的剑柄。
真實的心願是守护帕拉尼并阻止桫椤独裁帕拉尼。
性別：女
能力：夜之礼花(释放出一大波绿色魔法波穿透敌人)，双星之刃(与普普拉的合击。凝结和平与希望之光(永夜)，击碎黑暗桎梏(普普拉)。)
身份：帕拉尼大陸的第一代兼唯一的守護女神、第一代祈願者(实为桫椤为永夜施加的虚名)
桫欏
永夜女神的精靈夥伴，其曾經协助永夜打敗黑暗魔神并奪取黑暗魔神的力量(在第19集揭露的真相中其与永夜暂时打败了黑暗魔神，但黑暗魔神却给桫椤留下了一些战利品(黑暗魔神的力量)，之后桫椤完全吸收了它。)，但因為力量過於強大且有得到永夜女神神力和星核之源成為帕拉尼的主宰的野心，再加上吸收黑暗魔神的黑暗力量致其彻底被黑暗同化而被永夜以牺牲自己为代价与普普拉合力封印。被封印时对埃里克说在永夜女神受普普拉的蠱惑成為第一代祈願者最終耗盡神力而死之際託付其跟希望之光開啟永夜法陣讓帕拉尼得到光明(冬季篇第19集证实此番说辞为桫椤的谎言)，讓拉貝爾陷入永遠的黑暗。帕拉尼的一切魔难皆源于桫椤。
秋季篇第16集及第20集曝出其打算用永夜女神遺留的神力及節氣花信的力量進攻拉貝爾，親自帶回索菲公主。
秋季篇第22集正式衝破永夜的封印並顯示其不需要利用暗夜契約就能控制節氣花信，埃里克的希望之光也對其沒效果，秋季篇第23集及第24集先後打敗雪城愛跟夏安安，並在第24集將雪城愛黑化，第26集指使暗影之靈和伊赛德斯抓住埃里克並將其帶走。
冬季篇第3集在雪城爱的梦中揭露了其曾经和永夜女神一起击退黑暗魔神并保护了帕拉尼，却嫉妒永夜女神受到万民敬仰。后来为了获得更强大的力量选择在荣耀之地肆意残害手足，并困住了所有帕拉尼的精灵王以逼迫永夜女神交出神力，但永夜女神并未向桫椤交出神力并与桫椤开战，最终被桫椤以绝对力量召唤墨瞳千刃将其和所有精灵王击败。第8集正式获得由伊赛德斯擅自从埃里克体内取出的夜之神力，但由于需要埃里克自愿献出神力方可得到最完整的神力结晶，而神力是被强行剥离埃里克体内的，所以桫椤获得的神力损耗了近一半。
其在冬季篇第8集说“帕拉尼的重生终将归于无尽黑夜”。第11集以冰雪之主蛇蕨的身份出现在小爱进入的书本里的故事世界中，诞生于故事世界埃斯普林大陆的寒霜北地。根据故事，他将世界化作冰封炼狱，并将世间邪祟凝结为冰晶魔镜，悬于苍穹，震慑八方。魔镜将恶之芒散布在人间，从此和平与美好被黑暗吞噬。人们陷入无尽苦难。蛇蕨妄图以魔镜之力迫使永夜堕落，却被永夜以爱与勇气之刃击败。此后永夜陷入沉睡，蛇蕨失踪，魔镜却化作无数碎片散落开来。魔镜碎片蕴含黑暗力量，落在人眼中和心底，让人变得粗暴无情。在第11集后期再度出现并用黑暗力量控制了凯瑞吉的心智将其带走。第14集与被唤醒的凯瑞吉决一死战，故事到此结束。第15集完全吸收了伊赛德斯抽取出来的永夜女神的神力并揭示了其真正的野心：只要他得到了帕拉尼的星核之源，就能凌驾于所有神明之上，并对伊赛德斯的额头上释放了一道魔法冲击以强化其对他的忠诚。第19集揭示了其黑暗力量的来源：他打破了与永夜一起绝不背弃公民的约定，选择黑暗力量。桫椤却说这是以毒攻毒而已，赶走了魔神有什么错，如果他不变得更强，当黑暗魔神卷土重来，谁来守住帕拉尼？第21集成功得到并完全吸收了星核之源的力量的同时改变了形貌，而且用黑暗力量彻底魔化以改造了伊赛德斯，剥夺了其感情并赋予了他不灭之身（使伊赛德斯可以快速从创伤中恢复，除非埃里克的攻击频率加倍才能破除）。第22集末尾揭示其准备向地球发起进攻。第23集其率先派出大量暗影之灵进攻地球。第25集强行将埃里克带入自己的神识空间，并揭示了关于自己神识空间的真相：这里之所以同时充斥着黑暗与光明的力量乃桫椤是帕拉尼有史以来最伟大的精灵王，天生拥有尊贵的神力。之后在其神识空间与埃里克对决的过程中埃里克在永夜正式赋予其的黎明之星的力量加成下强行刺入其胸膛，意识遭到极大重创并失控。其遭受埃里克重创后打算把埃里克他们和帕拉尼一起毁灭。第26集对小爱众人负隅顽抗，最终其护盾被小爱众人合力击破且众人的合击再次冲入其创口对其神识造成二次重创。被二次重创后星核之源从其创口内飞出并消散且由于吸收太多黑暗力量终于遭到反噬，最终正式毁灭。
性別：男
身份：帕拉尼遠古神級精靈王兼帕拉尼有史以来最伟大的精灵王
黑魔法：沙麗卡-桫欏的完美計畫，目的是篩選帕拉尼的新子民；黑暗粒子-能放大普通人的負面情緒；黑暗孢子-葉刃；黑暗孢子-降臨-利用永夜女神的力量生成，能切斷夏安安與花兒的聯繫，後被埃里克及永夜女神的分身聯手破解; 弊弱滋生业障，幽冥降下裁决。诸罪伐灭，天地重塑，墨瞳千刃-桫椤的绝招，大幅度動用夜之神力(會引起地球自然之力的反噬)形成一道魔法陣之後，桫欏往魔法陣釋放黑暗孢子形成一道散發者著强烈魔法力量中間有一眼睛標誌的大門帮助桫欏形成攻擊，可輕易斬碎敵人。另一种形态则是召唤多只眼睛释放并降下大量小型冲击波。；荆棘攻击；替身(用黑暗孢子凝结而成的意识体)；召唤暗影之灵；星核聚变；神魔天瞳 - 秘境(从桫椤左手手掌释放的金瞳中释放，将用剑刺入金瞳的埃里克强行带入桫椤的神识空间 - 金色圣域)；神魔天瞳 - 判罪。
夢想：得到永夜女神神力和星核之源，成為帕拉尼的主宰并占领其他星球。

##### 对桫椤的评价
```
“你忙于追求力量，还迫使王族实施霸权管理，人们怎么可能发自肺腑地敬爱你。当生活祥和美满，人们便能从希望中汲取力量，抵御黑暗。而你却渴望通过战争来满足自己的虚荣心。”- 永夜，冬季篇第19集。
“多希望，你还是曾经那个一腔热血追逐正义的精灵王。”- 永夜，冬季篇第19集。
“他曾经也是帕拉尼的大英雄，也曾为了守护民众的美好和幸福与黑暗势力为战。可他心深处的黑暗还是战胜了他对于光明的坚持，从英雄之身堕为人们谈之色变的恶魔。桫椤曾问埃里克什么是正义，什么是邪恶。可当他越过自己的底线的时候，他所谓坚持的正义就早已不复存在了。”- 冬季篇第23集彩蛋。
```

莉娜
伊賽德斯的妹妹，春季篇第3集在埃里克的回憶中登場。在她感染沙麗卡後，為了讓她不變成暗影之靈，伊賽德斯在取得她的同意後將她轉為能量消失。
性別：女
身份：伊賽德斯的妹妹
族長
奇蹟綠洲的族長，因為菲爾取走了希望種子，使豐饒之樹枯萎，鑄成大錯，將菲爾驅逐出家园，在帕拉尼恢復真正的光明前終生不得返鄉。在帕拉尼世界树重生后将族长的身份传给了菲尔。
性別：男
身份：奇蹟綠洲的族長
埃里克的父親
帕拉尼大陸的國王，因帕拉尼大陸遺忘之地地震頻繁，親自帶隊去遺忘之地調查，但因遺忘之地餘震太頻繁而失去聯繫。
性別：男
身份：帕拉尼大陸的國王
貝瑞的父親
夏季篇第11集登場，為施行金雀花家族的使命_____維護王國的穩定而死（后成為永夜法陣的祭品）。
性別：男
身份：貝瑞的父親

#### 花仙精靈王
花仙精靈王，《小花仙》系列中重要擁有超級能力的人物，由古靈仙族和普普拉花神推選出各個花仙精靈王來鎮守花之法典，同時也有不鎮守花之法典的精靈王跟精靈，如薔薇精靈王、不滅忍精靈王、綠牡丹精靈王(初音未来)。被黑化的精靈王會喪失本性，听命于黑暗。在《小花仙第三季》中花之法典被黑化的同时其中的花仙精靈王們全部被黑化，需要花仙魔法使者們淨化它們。当花仙魔法使者們击败暗影精灵王后，光明世界精灵释迦会吐出与它们对应的精元，精元会化身为其对应的精灵王的未进化幼年形态并飞向暗影精灵王并与其融合，使其淨化。暗影的力量会使暗影精灵王在淨化后得到进化。第四季第30集在黑化库库鲁将黑暗魔神从暗影勿忘我精灵王穆回体内驱逐并暂时打败其之后成功使穆回进化，至此花之法典的所有镇守精灵王全部净化并进化。花之法典在四时花语秋季篇再次出现，但外表没变。
鎮守《花之法典》的鎮守花仙精靈王一共有50個，第一季有23個，第二季有27個；已知鎮守《花之法典》的花仙精靈王一共是50位，已知非鎮守《花之法典》的花仙精靈王跟精靈有9位。

##### 第一季鎮守花之法典的精靈王
（１）椿
配音：楊夢露（中國大陸）
椿，動畫片《小花仙》中的山茶花精靈王，花之法典的啟動精靈。與花仙魔法使夏安安遇見後締結了盟約，開始了集齊花之法典的冒險之旅。未來是安琪兒女神的守護花精靈王。
山茶花精靈王；《花之法典》的初始啟動精靈，只有收復她，才能收集《花之法典》的其他的花精靈王。是個俏皮可愛，外表爽朗，內心溫柔的花精靈王。被夏安安收服後成為她的契約守護精靈；第48集被黑化，第52集被淨化，第三季被再次黑化并后来带走了被她的控制的雪城爱，第三季第12集被夏安安的花之奇迹和释迦淨化且進化，并之后把自己的力量凝聚成山荷叶吊坠帮助雪城爱恢复变身并变回初始形态。
身份：山茶花精靈王；夏安安的契約守護精靈王；花之法典的啟動花仙精靈王
性別：女
花語：理想的愛；謙讓
屬性： 風雪；念力
代表花：山茶花（茶花）
代表色：紅色
設定：紅色；白色
能力：風雪；風結界
性格：含蓄；嬌羞；可愛
主人：夏安安
首次登場：第1集
正式登場：第2集
（２）山夢
配音：王舒樂、祝俊（第25集）（中國大陸）
山夢是根據遊戲《小花仙》以及改編而成的動畫中的一個重要的花仙精靈王。她是瑞香花精靈王，也是被夏安安第二個收復的精靈王。
瑞香花精靈王；既喜歡也很會唱《風中的精靈》這首歌，而且唱得非常動聽。溫柔善良、秀外慧中、非常聰明，是個堅強溫柔的軟妹子，喜歡讓別人猜她的名字，後被夏安安收服；第48集被黑化。第四季二次黑化并在第30集被淑馨打败后淨化且進化。
性別：女
生日：7月11日
星座：巨蟹座
屬性：夢；幻
代表花：瑞香花
花語：喜悅之情，吉祥；春天的來臨
性格：溫柔；喜歡唱歌；心地善良
情敵：瑪格麗特
好朋友：椿
象徵：吉祥如意；祥瑞
代表色：金色
髮色：粉色
瞳色：藍色
能力：結界；泡泡；泡泡攻擊，保護結界
外表：十分美麗又可愛，身穿橙黃色長裙、白色長筒襪，穿著紫色高跟鞋（上面還有一朵花）
性格：堅強；安靜；不食人間煙火
身份：鎮守花之法典的花仙精靈王；沉睡花精靈
最好的朋友：瑪格麗特；椿
設定：粉色；橙色；白色
最喜歡的歌曲：《風中的精靈》
最喜歡做的事情：唱歌；猜自己的名字
登場集數：第5集；第6集
（３）紅雨
配音：楊夢露（中國大陸）
桃花精靈王；很怕冷，大大咧咧，喜歡幫別人實現願望卻忘了注意願望的本質和細節，但是她並不是一個壞精靈，後被夏安安收服。和莉莉（夏安安的媽媽）似乎認識；第48集被黑化。鎮守花之法典的花精靈王之一，她是桃花精靈王紅雨。粉色短雙馬尾和粉色眼瞳，代表色為粉色，象徵著繁榮，能力為使用藤蔓和讓植物生長，屬性是木。小花仙第四季二次黑化，22集淨化且進化。
性別：女
花語：繁榮
代表花：桃花
象徵：繁榮
代表色：粉色
髮色：粉色
瞳色：粉色
能力：控制藤蔓和植物；藤鞭，讓植物生長
外表：身穿白色與桃紅色相間的連衣裙
性格：開朗活潑；是個善良的精靈，有時略傲嬌
身份：桃花精靈王
設定：淺粉色；粉色
登場集數：第7集；第8集
（４）雅辛托斯
配音：楊鷗（中國大陸）
風信子精靈王；單純善良，樂於助人。很喜歡夏木和班長，不希望自己是個壞精靈。被夏木照顧，心裡也將他當成了“爸爸”。但是後來經過夏安安的一番勸說，而不想讓爸爸擔心，於是便自願被夏安安收服；第48集被黑化；第四季第1集被黑化；第四季第3集被千韩打败后淨化且進化。
性別：男
花語：讓人感動的愛；我很幸福；謝謝你
屬性：風
代表花：風信子
身份：風信子精靈王
設定：淡粉色；草綠色；白色
（５）瓊
配音：（馮駿驊）
蝴蝶花精靈王；就算看到樣子知道名字，也必須得到她的認可才可以收復。後被夏安安收服；第48集被黑化。第四季二次黑化并在第30集被淑馨打败后淨化且進化。
性別：女
花語：無私的愛
屬性：風
代表花：蝴蝶花
能力：催眠花粉；迷幻花粉；迷幻疾風
代表色：藍色
身份：蝴蝶花精靈王
設定：海藍色；淺藍色
（６）瑪格麗特
配音：馮駿驊（中國大陸）
小雛菊精靈王；喜歡用幻覺迷宮來捉弄他人。後被夏安安收服；第48集被黑化。第4季二次黑化并在第30集在千韩一行人通过迷宫后被净化且进化。單純可愛，卻不失聰明，小清新，穿著有鄰家妹妹的感覺。淡亞麻色包子頭和金綠色眼瞳。代表色為淡黄色，象徵著謎（迷），能力為幻覺迷宮，屬性是幻。
性別：女
花語：隱藏在心中的愛
屬性：謎
代表花：小雛菊
性格：善良熱心，純潔可愛
身份：小雛菊精靈王；鎮守花之法典的花仙精靈王
設定：黃色，白色
能力：幻覺迷宮
外表：淡亞麻包子頭上一朵雛菊的頭飾，綠色上衣加上白色褲子（連在一起的，算是“連衣褲”）
登場集數：第13集；第14集
（７）蘇睦
配音：王舒樂（中國大陸）
紫荆花精靈王；温柔善良，內心温暖。希望看到所有人和和睦睦，不要鬧彆扭。第一眼見到她會覺得有紅娘的感覺。代表色為深紫色或紫紅色，象徵著團結的友誼。後被夏安安收服；第48集被黑化。第四季16集淨化且進化。
性别：女
屬性：火
代表花：紫荆花
花語：團結的友誼
象徵：團結的友誼
代表色：深紫色或紫紅色
髮色：淡橙色
瞳色：深紫色
外表：淡橙色頭髮和深紫色眼瞳。
性格：温柔善良；是個善良的精靈，內心温暖。
身份：紫荆花精靈王
設定：紫色；紅色
（８）百結
配音：楊夢露（中國大陸）
丁香花精靈王；個性太過耀眼其實重視友情。擁有“天國之花”的稱號，受天神所祝福，擁有光輝的人生。由於太過耀眼，因此很難交到朋友，但如果交到朋友，就會維系一輩子的友誼。後被夏安安收服；第48集被黑化；第三季第8集淨化。於第四季第27集與千韓正式締結守護契約。
性别：女
屬性：光
代表花：丁香花
花語：受天神的祝福，擁有光輝的人生
身份：丁香花精靈王；千韓的守護精靈王
設定：粉色，紫色
能力：神聖之光
主人：千韓
（９）嵐
配音：祝俊、異皇（第三季）（中國大陸）
苜蓿精靈王（四葉草精靈王）嵐，動畫《小花仙》中的人物，善良聰明，很關心拉貝爾大陸的狀況，擁有控制時間和儲存記憶的能力。莉莉將自己的記憶放入四葉草中就是為了夏安安有一天能看到。碧綠色短髮和天藍色眼瞳。代表色為青（綠）色。四瓣葉子分別像徵著信仰、希望、誓言和幸福；苜蓿精靈王嵐的分身之一，嵐歸位成功，成為花之法典的守護者之一，其分身散落拉貝爾大陸，成為了新的力量；真誠善良聰明，夏安安無意中發現自己的媽媽莉莉的記憶，後出現的苜蓿精靈王嵐告訴安安她的母親莉莉將她自己的記憶儲存在苜蓿花中，就是為了有一天能讓安安看到，了解自己的身世。後被夏安安收服；第48集被黑化；第三季第24集進化。
性别：女
屬性：時
代表花（或許不能說是花）：苜蓿（四葉草）
外貌：碧綠的短髮，兩邊各紮成環形，頭頂有呆毛，苜蓿四葉草頭飾，身著青色四葉短裙及拖鞋（具體的圖示），向兩個末端延伸至微墨綠的翅膀
花語：信仰，希望，誓言和幸福
性格：真誠善良
身份：苜蓿精靈王（四葉草精靈王）
設定：青綠色
能力：儲存記憶
黑化狀態：頭髮變成雙馬尾，身上裝飾的四葉草從綠色變成黃色，服裝主打色是綠色和黑色
和黑川主，齊格飛一起使庫庫魯遺忘記憶；第22集淨化。
（１０）撞羽朝顏
配音：[[]]（中國大陸）
矮牽牛精靈王；兩人都十分調皮可愛，十分崇拜曼陀羅王子。後被夏安安在庫庫魯王子和曼陀羅王子的幫助下成功收服；第48集被黑化。一個特別調皮，一個特別可愛。別人不知道他們是兩個人，所以會覺得名字很怪。橘紅色短髮和琥珀色眼瞳；原型為遊戲裡異國皇子的侍衛顏和羽。第四季4集淨化且進化。
性別：男
屬性：暗
代表花：矮牽牛花（矮牽牛）
代表色：紫色；象徵著安全感，與你同心
花語：安全感；與你同心
性格：善良熱心；純潔可愛
身份：矮牽牛花精靈王；矮牽牛精靈王；鎮守花之法典的花仙精靈王（他們其實是兩個人）
設定：紫色，粉色
能力：帶來陰雨天氣
（１１）安娜托利亞
配音：楊夢露（中國大陸）
玫瑰花精靈王（玫瑰精靈王）；重視約定，如果沒有遵守約定就會非常生氣。被蘼和黛薇薇的約定感動，所以決定代替蘼被封印進卡牌，後來由於認為蘼沒有遵守約定而生氣，而且認定庫庫魯王子不成器，所以不願意承認夏安安，最後被庫庫魯王子的誠意感動，認可了夏安安，後被夏安安收服；第48集被黑化。
性別：女
屬性：火
代表花：玫瑰花（玫瑰）
花語：熱烈愛的宣言，銘記於心的約定
身份：玫瑰花精靈王；玫瑰精靈王
設定：玫瑰紅色
能力：藤蔓攻擊
好朋友：薔薇花精靈王蘼
（１２）玉芝
配音：[[]]（中國大陸）
荷花精靈王（蓮花精靈王）；性格剛勁，不願接近他人，曾十分排斥安安。後安安在盧西奧（愛德文老師）的幫助下收服了她；第48集被黑化。
性別：女
屬性：水
代表花：荷花（蓮花）
花語：冰清玉潔，自然脫俗
身份：荷花精靈王（蓮花精靈王）
設定：粉色，綠色，白色
能力：控制水
（１３）愛麗絲
配音：馮駿驊（中國大陸）
鳶尾花精靈王；是一個溫柔善良的好精靈，也很可愛，喜歡聽故事，被國王的故事所吸引。深藍色發和琥珀色的眼睛。花語是美好的結局。代表色為淡藍色和白色。可以使人進入夢境。後被夏安安收服；第48集被黑化。第四季2集淨化且進化。
性別：女
生日：1月3日
星座： 摩羯座
屬性：念力
代表花：鳶尾花
花語：美好的結局
身份：鳶尾花精靈王
設定：藍色；白色
能力：進入故事中
（１４）未來
配音：[[]]（中國大陸）
美人蕉精靈王；能恢復歌聲的精靈王，熱情開朗，擅長唱歌，在拉貝爾大陸是個歌手一般的存在。和初音未來是好友，為了恢復初音未來的歌聲而被夏安安收服；第48集被黑化；第四季第2集淨化且進化。
性別：女
屬性：夢
代表花：美人蕉
花語：堅實的未來
身份：美人蕉精靈王
設定：黃色，橙色
能力：音樂魔法
居住地：小池的家中
好朋友：綠牡丹花仙精靈王初音未來（初音未來為客串）
（１５）夜華
配音：[[]]（中國大陸）
曇花精靈王；能召喚牡丹花精靈王的精靈王其中之一。剛出場不到二十秒就被盧西奧（愛德文老師）封印了；第48集被黑化。他認識水仙花精靈王（水仙精靈王）納西塞斯，是納西塞斯的好朋友。被選為精靈王前與納西塞斯是好朋友，後因被選為精靈王而與納西塞斯失約，為此非常愧疚，甚至一度變回過精靈狀態；第四季第19集淨化且進化。
性別：男
屬性：幻
代表花：曇花
花語：剎那的美麗；瞬間的永恆
設定：白色
好朋友：納西塞斯
（１６）海洋之露
配音：[[]]（中國大陸）
迷迭香精靈王；非常討厭背信棄義，曾因誤會而與安安戰鬥。本身性格很爽朗，十分重視承諾，因為王子沒有遵守承諾而非常生氣，後解除誤會，為表歉意給了庫庫魯一個幻力徽章（只能用三次；三次機會均使用完畢）；首次登場在《小花仙第一季》的第23集出現；《小花仙第一季》的第26集被夏安安成功收服；《小花仙第二季》的第48集被黑化。第四季20集淨化且進化。
性別：女
屬性：夢
代表花：迷迭香
花語：在回憶裡揮去憂傷；你讓我重生
身份：迷迭香精靈王
設定：紫色
能力：製造幻境；藤蔓攻擊
首次登場：第23集；第26集
（１７）吉祥
配音：沈達威（中國大陸）
雪蓮花精靈王；與曼達和琥珀是老友，小花仙第一季第42集被夏安安收服；小花仙第三季被黑化；小花仙第四季被二次黑化；小花仙第四季第22集淨化。
性別：男，進化後性轉
屬性：醫藥
花語：憐憫之心
身份：雪蓮精靈王（雪蓮花精靈王）
（１８）極樂
配音：[[]]（中國大陸）
天堂鳥精靈王；能召喚牡丹花精靈王的精靈王其中之一。被盧西奧（愛德文老師）封印了；第48集被黑化；第四季被二次黑化；第四季第21集淨化並進化。
屬性：光
代表花：天堂鳥
花語：幸福快樂；吉祥長壽
身份：天堂鳥精靈王
設定：五彩色
（１９）齊格飛
配音：[[]]（中國大陸）
紫羅蘭精靈王；能召喚牡丹花精靈王的精靈王其中之一。被盧西奧（愛德文老師）封印了；第48集被黑化；第三季24集進化。齊格飛是紫羅蘭花精靈王，在動畫第43——44集出現，擁有時間倒流的能力，為召喚“形”如意的精靈王，被愛德文老師（盧西奧）收服。經常瞇著眼睛，花語是永恆的美與愛，屬性是時；第三季22集進化。
性別：男
屬性：時
代表花：紫羅蘭
花語：永恆的美與愛
身份：紫羅蘭精靈王
設定：藍紫色
能力：控制時間
登場集數：第43集；第44集
（２０）綺麗
配音：祝俊（中國大陸）
夾竹桃精靈王；能召喚牡丹花精靈王的精靈王其中之一。自戀嫉妒，自封為最美麗的精靈王，因為她含有毒性，所以沒人和她做朋友。喜歡用一支帶有毒液的筆在別人臉上畫圈，如果不及時治療，會有發生頭痛、噁心甚至死亡。雖然有點任性，但心地善良，因為很想和大家做朋友所以才惡作劇。被盧西奧（愛德文老師）封印了；第48集被黑化；第四季第6集淨化且進化。
性別：女
屬性：影；毒
代表花：夾竹桃
花語：危險的邊緣
身份：夾竹桃精靈王
設定：綠色，粉色
能力：夾竹桃毒素
（２１）曼珠沙華
配音：楊夢露（中國大陸）
彼岸花精靈王；能召喚牡丹花精靈王的精靈王其中之一。懂得感恩，依靠美好回憶作為養分才能生長開花。最終被盧西奧（愛德文老師）封印；第48集被黑化。
性別：女
屬性：念力
代表花：彼岸花
花語：優美純潔；悲傷的回憶
身份：彼岸花精靈王
設定：紅色，白色
能力：製造幻境
（２２）眠妃
配音：[[]]（中國大陸）
罌粟精靈王；能召喚牡丹花精靈王的精靈王其中之一；後自願被盧西奧（愛德文老師）封印；第48集被黑化；第三季第40集淨化；她是普普拉花神挑選出來的花精靈，被封為了花精靈王，封印在《花之法典》中以鎮守法典中的神秘力量。屬性是“重生”，變成召喚法器後是化妝鏡。如果有人建立魔法陣，並把眠妃等六個精靈王變成法器投入召喚陣中，可召喚花之法典的“形”百花之首牡丹花精靈王如意（花之法典的花精靈形態）。被愛德文老師（盧西奧）封印進行召喚，最後隨如意一起回歸《花之法典》；第三季40集淨化且進化。
性別：女
屬性：重生
代表花：罌粟
花語：令人窒息的美
死黨：椿
好友： 豆丁異國皇子
變成召喚法器：化妝鏡
身份：罌粟精靈王
設定：紫紅色
能力：元素反噬
備註：罌粟花和虞美人並不是同一種花
（２３）如意
配音：楊鷗、黃鶯（第三季）（中國大陸）
牡丹花精靈王（牡丹精靈王）；冷艷高貴、亦正亦邪、善惡不定。能力超群的王者，盧西奧（愛德文老師）湊齊六個精靈王后召喚出的花之法典的形，是《小花仙第一季》的終極反派角色，最終被夏安安成功收服；第48集被黑化；第三季第40集被雪城愛淨化。
性別：女
屬性：形
代表花：牡丹花（牡丹）
花語：圓滿；濃情；富貴
身份：牡丹花精靈王；牡丹精靈王；花之法典的形；戰將軍
設定：紅色；黃色，白色
能力：匯聚；高強度能量攻擊

##### 第二季鎮守花之法典的精靈王
（２４）君影
配音：[[]]（中國大陸）
鈴蘭花精靈王（鈴蘭精靈王）；首次登場在第1集；君影有黃綠色的瞳孔和頭髮，尖尖的耳朵和綠白色的衣服。她的頭上有三朵鈴蘭花，象徵著是鈴蘭花精靈王，身後的翅膀由綠轉白，十分美麗。君影重視承諾，也願意相信新的花仙魔法使者。她是一個活潑、善良、美麗、純真、懂得感恩和遵守承諾的精靈王；來到地球的時候被一個小女孩給救了，並偷偷做下承諾，要在那個女孩生日的時候用自己的花朵編織成手環送給她，但是承諾並沒有實現。安安答應幫她寄出信和手環後被安安收服；第48集被黑化。第四季二次黑化并在第2集被夏安安的花之奇迹打败后淨化且進化。
性別：女
代表花：鈴蘭花（鈴蘭）
花語：擁有幸福
顏色設定： 青色；綠色；黃色
身份：鈴蘭花精靈王；鈴蘭精靈王；鎮守《花之法典》的精靈王之一
設定：青色；綠色；白色
首次登場：第1集
（２５）納西塞斯
配音：[[]]（中國大陸）
水仙花精靈王（水仙精靈王）；首次登場在第4集。自從開始魔法修行以來一直都是拉貝爾大陸的佼佼者，但是由於過分驕傲，不願意與其他人接觸，使已經有成為水仙精靈王的資格的他，始終無法突破。在這之後的某一天，當他看著水中的自己時，他終於發現了自己內心的黑暗，體會到身為精靈王所要擁有的不僅是強大的力量，更要有強大的內心，終於晉級成為水仙一族的精靈王，並獲得了“水鏡封印”的能力。所以一直閉著眼睛，聽說被他眼睛看到的人能看到自己內心的邪惡；水仙花精靈王納西塞斯一直掛著一面鏡子，展示著他的強大能量。他擁有青綠色的頭髮和黃綠色的瞳仁。他的頭髮上有兩朵水仙花，象徵著他是水仙精靈王。他穿著擁有白色、綠色、黃色三種顏色的衣服，袖子由綠轉白，十分美麗。納西塞斯善於發現自己和別人內心的黑暗，這種能力十分強大，是其他花精靈無法擁有的；第一季被迷之王子塔巴斯用黑魔法收服，因此失去了原來的心靈，只聽從塔巴斯的命令，善惡不分；第四季二次黑化并在第10集被燃尽心花的伊瞳打败后淨化且進化。
性別：男
代表花：水仙花（水仙）
花語：自我陶醉
顏色設定：青色；綠色；黃色
設定：綠色；黃色
能力：藤蔓攻擊；水鏡封印（將人封印在自己的鏡子裡）
備註：水鏡封印是水仙精靈王一族的高級魔法
首次登場：第4集
（２６）望帝
配音：[[]]（中國大陸）
杜鵑花精靈王（杜鵑精靈王）；首次登場在第5集。幾經周折後被安安收服，但迷之王子塔巴斯對其施了黑魔法，使望帝的封印魔法增強，回歸後這種魔法侵襲整個《花之法典》，導致安安無法變身；之後《花之法典》被勿忘我精靈王穆回的能力恢復後，她再次落入迷之王子塔巴斯的手中；第四季二次黑化并在第22集被夏安安用禁忌黑魔法重创后淨化並進化。
性別：女
代表花：杜鵑花（杜鵑）
花語：節制
身份：杜鵑花精靈王（杜鵑精靈王）
設定：玫紅色
能力：封印別人能力
首次登場：第5集
（２７）拒霜
配音：[[]]（中國大陸）
芙蓉花精靈王（芙蓉精靈王）；第7集出現。千韓的愛心召喚了她。由於安安無法變身，激發了愛心能量，得到了愛心仙女露露的魔法道具，變身成為愛心花仙魔法使者的千韓幫助安安收服了她；芙蓉花非常嬌嫩，並且只有感受到愛心才會從花朵中出現，認可的人是千韓，最終被千韓成功收服；第48集被黑化；第四季二次黑化并在第8集被燃尽心花的千韩打败后淨化且進化。
性別：女
星座：天秤座
屬性：火
代表花：芙蓉花（芙蓉）
花語：纖細之美；貞操；純潔
收服者：千韓
身份：芙蓉花精靈王；芙蓉精靈王
設定：白色或粉紅色；到夜間變為紫紅色
能力：留住回憶（遊戲裡提到）；燃燒物體
首次登場：第7集
（２８）穆回
配音：黃鶯（中國大陸）
勿忘我精靈王；第9集出現。千韓受迷之王子塔巴斯的精靈王的攻擊時，安安挺身而出保護千韓，勿忘我精靈王被安安的心感動了，激活了迴轉魔法，解除了封印，使《花之法典》恢復。但也因此變成孩童，最後安安成功收服了她；第二季第9集出現。千韓受迷之王子的精靈王的攻擊時，安安挺身而出保護千韓，勿忘我精靈王被安安的心感動了，激活了迴轉魔法，解除了封印，使花之法典恢復原樣。但因此變成孩童，最後安安成功收復了她；第三季被黑化。從中得知，穆回是古靈仙族芬妮公主的守護精靈王；在第14集回憶中幫助芬妮公主實現了長大的願望。但在芬妮公主黑化後，與《小花仙第三季》的精靈王一同被黑化，後被黑暗魔神附身，幫助芬妮公主；第48集被黑化；第三季第40集淨化後沒多久由於黑暗魔神強行附身在勿忘我精靈王穆回的身上，導致勿忘我精靈王穆回淨化失敗（勿忘我精靈王穆回是第三季所有花仙精靈王中唯一一個沒有進化升級的花仙精靈王）。第四季第30集体内的黑暗魔神被库库鲁驱逐并打败后被库库鲁淨化且进化，至此花之法典的所有镇守精灵王全部进化。
性別：女
年齡：精靈王中最長壽的花仙精靈王
代表顏色：藍色
代表花朵：勿忘我
花語：永恆的回憶
身份：勿忘我精靈王
設定：藍色；淡藍色
能力：迴轉魔法；變成人形；返老還童；長生不老
首次登場：第9集
主人：芬妮
（２９）白鬼
配音：[[]]（中國大陸）
大岩桐精靈王；第10集出現。被迷之王子塔巴斯用黑魔法收復的花仙精靈王，因此失去了原來的心靈，變得只聽從塔巴斯的命令，善惡不分；第四季二次黑化并在第14集被夏安安打败后淨化且進化。
性別：男，進化後性轉
屬性：冰
象徵：慾望
代表花：大岩桐
花語：高貴；大方；雍容；福氣和慾望
身份：大岩桐精靈王
設定：白色；紅色；橙色
能力：雪冰刃
首次登場：第10集
（３０）龍雀
配音：[[]]（中國大陸）
金魚草精靈王；第11集出現。七夕節夜晚，安安等人在去往慶典的路上，安安因思念媽媽而吟誦起了小時候爸爸教給她的詩歌，恰巧被金魚草精靈王聽見而現形。之後在與塔巴斯的戰鬥中被安安的精神所感動並承認了她，成功被安安收服；第48集被黑化；第四季二次黑化并在第21集被千韩打败后淨化並進化。
性別：女
代表花：金魚草
花語：有金有餘；繁榮昌盛；活潑
身份：金魚草精靈王
設定：粉紅色
能力：解除幻想魔法
首次登場：第11集
（３１）蓮華
配音：[[]]（中國大陸）
朱頂紅精靈王；第12集出現。被迷之王子塔巴斯用黑魔法收服的花仙精靈王，因此失去了原來的心靈，變得只聽從塔巴斯的命令，善惡不分。她讓安安沉迷於自己的幻想中，多虧了庫庫魯王子、千韓、金魚草精靈王龍雀的指引，使安安醒了過來，並打敗了她。第四季二次黑化并在第14集被夏安安打败后淨化且進化。
性別：女
代表花：朱頂紅
花語：渴望被愛；追求愛；成雙成對
身份：朱頂紅精靈王
設定：深紅色；白色
能力：催眠魔法
首次登場：第12集
（３２）雪鈴
配音：[[]]（中國大陸）
雪滴花精靈王（雪花蓮精靈王）；第13集出現；雪滴花精靈王變成魔法勇氣吊墜使膽小的倪妮逐漸變得勇敢起來，但粗心大意的倪妮不慎將項鍊遺落在游泳池中，想找回吊墜的她卻不小心掉進了水中。正巧夏安安和千韓路過看到了這一幕，她們正要下去救倪妮的時候，吊墜突然變成了花仙精靈王將倪妮托起救到岸邊。這時迷之王子塔巴斯和黑玫瑰男爵梅里美及時出現，在眾人還沒有緩過神來的時候發動攻擊困住了雪滴花精靈王雪鈴。千韓、安安變身反擊，但苦於中間隔著一個游泳池而無法施展。安安使用冰雪之力將泳池凍結成冰，近身發動攻擊，迷之王子塔巴斯終於被擊退，安安也得到了雪滴花精靈王的認可，成功收服了雪鈴；第二季第48集被黑化。第四季被伊瞳打败后净化且进化。
性別：女
代表花：雪滴花（雪花蓮）
花語：勇往直前的力量
身份：雪滴花精靈王；雪花蓮精靈王
設定：白色；綠色
能力：賦予人堅定的勇氣力量
登場集數：第二季第13集；第14集
（３３）燃香
配音：[[]]（中國大陸）
含笑花精靈王；第15集出現；和綠菟葵精靈王畫戟是好朋友，溫柔又善良，能力和屬性與畫戟相反並相剋。好朋友綠菟葵精靈王畫戟被迷之王子塔巴斯抓走後，逃跑時被安安一夥人保護並被安安成功收服；第二季第48集被黑化；第四季二次黑化并在第5集被第一代花仙魔法战队包围后被释迦淨化且進化。
性別：女
屬性：醫藥
代表花：含笑花
花語：含蓄矜持
身份：含笑花精靈王
設定：淡黃色；淡綠色；橙色
好朋友：綠菟葵精靈王畫戟
首次登場：第15集
（３４）畫戟
配音：[[]]（中國大陸）
綠菟葵精靈王；第15集出現。和含笑花精靈王燃香是好朋友，沉著冷靜，能力和屬性與燃香相反並相剋。為了營救好朋友含笑花精靈王燃香被迷之王子塔巴斯黑化，因此失去了原來的心靈，變得只聽從塔巴斯的命令，善惡不分；第四季二次黑化，第四季二次黑化并在第22集准备消灭因力量慢慢枯竭而还没开始战斗就昏迷的伊瞳时被赶来的雪城爱击败后淨化且進化。
性別：女
屬性：醫藥
代表花：綠菟葵
花語：尖刺和銳利
身份：綠菟葵精靈王
設定：淡綠色，淡黃色
能力：茶水攻擊
好朋友：含笑花精靈王燃香
首次登場：第15集
（３５）扶桑
配音：[[]]（中國大陸）
朱槿花精靈王；第17集出現。被迷之王子塔巴斯用黑魔法收復的花仙精靈王，因此失去了原來的心靈，變得只聽從塔巴斯的命令，善惡不分。在爭奪紫藤花精靈王禦姬的一戰中，庫庫魯激活了紫藤花精靈王禦姬的幻禦影像術，成功打敗了她和迷之王子塔巴斯。第四季二次黑化并在第30集被库库鲁强行净化且进化。
性別：女
代表花：朱槿花
花語：新鮮的戀情；微妙的美
身份：朱槿花精靈王
設定：紅色，白色
能力：織天網；影術（分身術）
首次登場：第17集
（３６）禦姬
配音：[[]]（中國大陸）
紫藤花精靈王；第17集出現。被庫庫魯王子對老師的真情實感打動而出現，並被庫庫魯王子思念老師的情感激活幻禦影像術而打敗朱槿花精靈王扶桑和迷之王子塔巴斯；後被安安成功收服；第48集被黑化；第三季二次黑化并在第40集被释迦淨化且进化。
性別：女
代表花：紫藤花
花語：醉人的戀情；依依的思念
身份：紫藤花精靈王
設定：紫色；藍色
能力：幻禦影像術（可以變出使用者心中所想的人和力量）
首次登場：第17集
（３７）錦唐
配音：[[]]（中國大陸）
菖蒲精靈王（菖蒲蒲花）；第19集出現；激發了伊瞳的美麗能量使她成為美麗花仙魔法使者，成功被安安收服；第48集被黑化；第三季二次黑化并在第40集被释迦淨化且进化。
性別：女
代表花：菖蒲花（菖蒲）
花語：仰慕；信賴；信仰者幸福
身份：菖蒲花精靈王（菖蒲精靈王）
設定：粉色；紫色
首次登場：第19集
（３８）紫陽
配音：黃鶯（中國大陸）
繡球花精靈王（繡球精靈王）。第21集出現，樂於助人。後被伊瞳的美麗心靈感動，自願被伊瞳收服；第48集被黑化；第三季二次黑化并在第8集被伊瞳打败后淨化且进化。
性別：女
代表花：繡球花；繡球
花語：永恆的希望
身份：繡球花精靈王；繡球精靈王
設定：粉色；藍色；紫色
能力：變出道具（傘）；通過心的熱度發出攻擊
首次登場：第21集
（３９）桃樂絲
配音：[[]]（中國大陸）
鬼百合精靈王；第23集出現；在安安和迷之王子塔巴斯同時收復她時，她發出光芒使所有人進入了綠野仙踪的世界，對安安等人進行了一系列考驗。最後夏安安等人克服了自己的心魔，並收服了她；第48集被黑化；第三季二次黑化并在第28集魔法被破解后被释迦淨化且进化。
性別：女
代表花：鬼百合
花語：神秘妖媚；婀娜迷人
身份：鬼百合精靈王
設定：紅色；白色
喜歡的人：奧茲
能力：使人進入自己創造的迷幻世界
首次登場：第23集
（４０）紫蘇
配音：[[]]（中國大陸）
聖羅勒精靈王（羅勒精靈王）；第27集出現。在教堂被庫庫魯王子對愛德文老師的真情實感所感動而現身，打敗迷之王子塔巴斯並救出愛德文老師後和他一起回古靈仙境療傷，並把自己的精元交給夏安安；第48集被黑化；第四季二次黑化并在第12集被燃尽心花的淑馨打败后淨化且進化。
身份：聖羅勒精靈王；羅勒精靈王；愛德文的契約守護精靈，同時也是鎮守《花之法典》的花仙精靈王
花語：協助
性別：男
屬性：光
代表花：聖羅勒；羅勒
設定：白色；淺綠色
能力：看到別人的心
首次登場：第27集
主人：愛德文
（４１）清明、無霜
配音：[[]]（中國大陸）
並蒂蓮精靈王（雙生花精靈王；雙生花）；第29集出現。無霜被迷之王子塔巴斯迷惑，因此失去了原來的心靈，只聽從塔巴斯的命令，善惡不分，並搶奪了姐姐清明的精元；但不懂得雙生花真意的她在搶奪了姐姐清明的精元後力量盡失，被塔巴斯拋棄並與姐姐清明一同消失。最後清明和無霜在懂得雙生花真意的夏安安的幫助下成功復活，成功被安安收服；第48集再度被黑化。第四季三次黑化并在第26集被重塑心花而力量再次升级的千韓打败后淨化且進化并重新变回两个个体。
清明：姐姐；無霜：妹妹（並蒂蓮精靈王清明；無霜為兩個人）
性別：女
屬性：雙生
代表花：並蒂蓮；雙生花
花語：纏綿愛情；永結同心
身份：並蒂蓮精靈王（雙生花精靈王；雙生花）
設定：粉色，白色（清明）；粉色，黑色（無霜）
能力：清明是光明（團結同心）的力量；無霜是黑暗（背叛分裂）的力量；黑化后两人合为一体但身体大多数时候被无霜主导；
首次登場：第29集
（４２）年
配音：異皇（中國大陸）
蜀葵精靈王；第31集出現。象徵著智慧的精靈王。一開始被迷之王子塔巴斯追逐，進入了棱鏡迷宮，並利用智慧用棱鏡使迷之王子塔巴斯受傷而歸，最後淑馨打敗了迷之王子塔巴斯後現身，與淑馨締結盟約，成功被淑馨收服；第48集被黑化；第三季二次黑化并在第5集被重新获得变身魔法的淑馨打败后淨化且进化，成为第一个被淨化且进化的花仙精灵王并施展力量迫使黑化芬妮和非天撤退后告诉了雪城爱她们关于精灵王的一些秘密。
性別：女
代表花：蜀葵
花語：夢
身份：蜀葵精靈王
設定：粉色；梅紅色
能力：召喚出鏡子
首次登場：第31集
（４３）黑川主
配音：張俊（中國大陸）
忘憂花精靈王；第33集出現。被迷之王子塔巴斯用黑魔法收服，失去了原來的心靈，只聽從塔巴斯的命令，善惡不分；在被迷之王子塔巴斯用強大的禁忌黑魔法強化後變成了能剪斷人與人之間羈絆的法器（剪子），剪斷了安安與夥伴們的命運羈絆線，使她們失去了對夥伴的記憶。最後她的失憶魔法被庫庫魯與安安命運紅線的事魔法破解，迷之王子塔巴斯也受到魔法的反噬而受重傷；第三季三次黑化并在第24集被获得升级变身的夏安安打败后净化且進化。
性別：男
代表花：忘憂花
花語：遺忘的愛
身份：忘憂花精靈王
設定：白色；灰色
能力：剪斷人與人之間的羈絆
首次登場：第33集
（４４）琥珀
配音：[[]]（中國大陸）
藏紅花精靈王（番紅花精靈王）；第35集出現；是精靈國古老的藥王之王。來到地球後藏在琥珀中，被安安召喚出後幫助她救治迷之王子，但卻遭到黑玫瑰男爵梅里美的欺騙被封印在水晶中。後因曼陀羅王子將黑玫瑰男爵梅里美打敗而被解救，被安安成功收服；第48集被黑化。第四季二次黑化并在第30集被库库鲁强行净化且进化。
性別：男
屬性：醫藥
代表花：藏紅花（番紅花）
花語：仁善之心
身份：藏紅花精靈王；番紅花精靈王；藥王之王
設定：紫色；白色
能力：治愈之力；萬邪歸位（可以破解黑魔法造成的傷害）
首次登場：第35集
（４５）更天
配音：[[]]（中國大陸）
龍膽花精靈王；第39集出現。使用反轉之力將安安與迷之王子塔巴斯等人變小，將庫庫魯王子變大。並提出讓庫庫魯王子永遠變大，而其他人永遠變小的抉擇讓庫庫魯王子選擇。在庫庫魯王子遵從內心做出了正確的決定後，更天認可了庫庫魯王子，最終和君子蘭精靈王亞伯一起被安安成功收服；第48集被黑化。第四季二次黑化并在第30集被库库鲁强行净化且进化。
性別：男
代表花：龍膽花
花語：喜歡看憂傷時的你
身份：龍膽花精靈王
設定：藍色；草綠色
能力：反轉之力；感受到別人的哀傷心情
首次登場：第39集
（４６）亞伯
配音：[[]]（中國大陸）
君子蘭精靈王；第39集出現。在庫庫魯王子遵從內心做出了正確的決定後，被庫庫魯的王子之心打動並喚醒，最終認可了他。他和龍膽花精靈王更天一起被安安成功收服；第48集被黑化。第四季二次黑化并在第21集被伊瞳打败后淨化且進化。
性別：男
代表花：君子蘭
花語：值得被尊敬的堅強之心
身份：君子蘭精靈王
設定：青色；藍色；橙色
首次登場：第39集
（４７）君上卿
配音：黃鶯（中國大陸）
鳳仙花精靈王；第41集出現。被迷之王子塔巴斯用黑魔法收服，因此失去了原來的心靈，只聽從塔巴斯的命令，善惡不分。在夏安安和迷之王子塔巴斯一戰中，被塔巴斯召喚並將安安等人帶入自己創造的棋局異空間中，與淑馨對弈。最終將淑馨打敗，並將她變為智慧黑暗魔女；第三季二次黑化并在第16集被淑馨在对弈中打败后净化且進化。
性別：女
代表花：鳳仙花
花語：不要靠近我
身份：鳳仙花精靈王
設定：紅色；橙色
能力：使人進入自己創造的棋局異空間；防禦魔法
首次登場：第41集
（４８）諦聽
配音：馮駿驊（中國大陸）
秋麒麟草精靈王，第43集出現。被迷之王子塔巴斯用黑魔法收服，因此失去了原來的心靈，變得只聽從塔巴斯的命令，善惡不分。在夏安安和迷之王子塔巴斯一戰中被塔巴斯召喚並將安安等人帶入自己創造的音樂異空間中，與伊瞳進行音樂對決。伊瞳不敵諦聽，被永遠留下，並被黑化為美麗黑暗魔女，曾說過想要和伊瞳成為朋友。第三季二次黑化并在第18集被获得升级变身的伊瞳打败后净化且進化。
性別：男
代表花：秋麒麟草
花語：閃耀
身份：秋麒麟草精靈王
設定：金黃色；白色
能力：使人進入自己創造的島嶼異空間，使不自信和不堅定的人陷入自卑；音樂；光魔法
首次登場：第43集
（４９）九千歲
配音：楊夢露（中國大陸）
梅花精靈王；第45集出現。被塔巴斯用黑魔法收復，因此失去了原來的心靈，變得只聽從塔巴斯的命令，善惡不分。在夏安安和迷之王子塔巴斯一戰中被塔巴斯召喚並將安安等人帶入自己創造的曲徑通幽陣中，最終千韓自願留下，將希望留給夏安安。最終被九千歲變成愛心黑暗魔女；第三季二次黑化并在第20集被获得升级变身的千韓感化后被释迦净化且進化。
性別：女
代表花：梅花
花語：堅強；忠貞；高雅
身份：梅花精靈王
屬性：暗影花仙精靈王
設定：粉色；白色
能力：使人進入自己創造的梅花異空間
首次登場：第45集
（５０）盤古
配音：[[]]（中國大陸）
荼靡花精靈王；第37集在亞瑟王的過去出現，第51集正式出現。被迷之王子塔巴斯用黑魔法收服，因此失去了原來的心靈，變得只聽從塔巴斯的命令，善惡不分，並和塔巴斯一起對抗夏安安，被獲得了新能力的安安打敗；第51集被黑化；最終在第二季第52集被夏安安打敗。第四季二次黑化并在玛格丽特的迷宫里被淑馨打败后净化且进化，并生成了一扇门帮助淑馨离开了迷宫。
性別：女
代表花：荼蘼花
花語：末路之美
身份：荼蘼花精靈王
設定：白色；草灰色；墨綠色
能力：逆轉末路
首次登場：第37集
正式登場：第51集

##### 非鎮守花之法典的精靈王跟精靈
（１）蘼
配音：[[]]（中國大陸）
薔薇花精靈王，黛薇薇的守護精靈。因為看到黛薇薇在湖邊嘆氣，交流中發現黛薇薇的煩惱， 所以和她做了約定，一起培養古靈仙族的繼承人，原本在那之後被選中鎮守花之法典，為了幫他遵守約定，他的好朋友安娜托利亞代替了他鎮守花之法典。
性別：男
花語：愛的思念；美好的愛情
身份：薔薇精靈王（黛薇薇的契約守護精靈；黛薇薇的守護精靈王）
能力：薔薇荊棘
主人：黛薇薇
首次登場：小花仙第一季第27、28集
（２）初音未來（Hatsune Miku）
配音：[[]]（中國大陸）
綠牡丹精靈王，原本是異時空的歌手，在異時空中歌唱時，被無意中變為綠牡丹精靈王，她的名字是初音未來，是一位客串角色。初音未來是異時空旅行者，天籟歌者，她並不是真實的花仙精靈王；本作中的初音未來受傷後以綠牡丹精靈王的形像出現。在時空裡受了傷掉入花港市中小池的花里，被他鋼琴的音樂所治愈，嗓子後來被未來的精元能量治好，最後回到原來的地方。
合作角色，原型是日本虛擬歌手初音未來。
性別：女
身高：158cm
體重：42kg
年齡：16歲
生日：8月31日
星座：處女座
血型：A型
花語：淡淡的愛、期待的新生。
身份：綠牡丹精靈王；異時空歌手
真實身份：初音未來
能力：用歌聲迷幻對方（和美人蕉精靈王未來的能力一樣）
居住地：小池的家中
好朋友：美人蕉精靈王未來
首次登場：小花仙第一季第33、34集
（３）梅里美
配音：張欣（中國大陸）
黑玫瑰精靈王；曾經也是精靈王國尊貴的花精靈王，但內心的邪惡種子導致他最終選擇了墮入黑暗，與曼陀羅王子是舊識，被曼達拉殺死後，留下了黑玫瑰精元，在第52集被賦予重生的力量回歸。
性別：男
身份：黑玫瑰男爵；黑玫瑰精靈王；塔巴斯的契約守護精靈
魔法武器：黑玫瑰手杖（黑玫瑰短劍）；蛇神長劍（黑化後）
黑魔法：玄蛟封禁
（４）曼達·加百列
配音：[[]]（中國大陸）
金色曼陀羅精靈王；是拉貝爾大陸精靈王王國至高無上的金色曼陀羅王子，與古靈仙王族亞瑟締結了永恆守護契約。自庫庫魯一出生就守護著庫庫魯。本來是金色的曼陀羅王子，在黑暗魔神入侵拉貝爾大陸的戰役中，為了保護庫庫魯，耗盡所有的神力，變成了黑色。原本對貪玩不成器的古靈仙族小王子非常失望，但看到庫庫魯在地球上的成長，有了王子的擔當，終於承認了庫庫魯。常在危機關頭出來保護庫庫魯，和黑玫瑰男爵梅里美是舊識。在第39集因為能量耗盡消失，留下了一顆金色曼陀羅種子；在大電影中復活。第四季被不滅忍附身，後掙脫。
複活的條件是純淨的愛心、美麗、智慧和古靈仙王的力量，比黑玫瑰男爵梅里美的複活還要困難。
性別：男
花語：敬愛、幸運兒、不止息的幸福。
身份：精靈王王國的金色曼陀羅王子；庫庫魯的守護精靈（金色曼陀羅精靈王）
設定：金黃色；白色；黑色；紫色；紫色→ 灰色
魔法武器：曼陀羅長劍
魔法：萬象聚集
（５）火舞
配音：[[]]（中國大陸）
伊瞳的守護契約精靈王，寄宿在曼陀羅王子贈與伊瞳的虞美人吊墜中一起跟隨伊瞳前去救夏安安和雪城愛。於第四季28集正式登場，承認了伊瞳並與伊瞳正式締結守護契約，幫助伊瞳重塑心花，使伊瞳恢復魔法併升級變身。
性別：女
花語：炙熱的夢想，捨身燃盡
身份：虞美人精靈王
主人：伊瞳
（６）瓔珞
配音：[[]]（中國大陸）
淑馨的守護契約精靈王，寄宿在曼陀羅王子贈與淑馨的月桂手環中一起跟隨淑馨前去救夏安安和雪城愛。於第四季29集正式登場，承認了淑馨並與淑馨正式締結守護契約，幫助淑馨重塑心花，使淑馨恢復魔法併升級變身。
性別：女
花語：榮譽、驕傲、勝利者的桂冠
身份：月桂精靈王
主人：淑馨
（７）不滅忍
配音：[[]]（中國大陸）
神級精靈王，被夏安安突破萬難而所發現；它的身份是一個謎，首次在第三季開頭夏安安的回憶中出現。
第四季正式登場，附身在曼達身上，被掙脫後前往終審之門。神級精靈王，小花仙第四季中通過終審之門召喚所有花仙離開拉貝爾大陸。
性別：女
身份：不滅忍精靈王（滅絕種）
首次登場：小花仙第三季第1集
（８）繁音
配音：楊夢露；伍凱立（中國大陸）
雪城愛的守護精靈；第三季第9集中安琪兒女神告訴雪城愛山荷葉精靈並不是榮耀的花之法典的鎮守精靈王，也許她並沒有那麼厲害的魔法，山荷葉是古老而神秘的花精靈，她的秘密需要小愛自己尋找。
名字是雪城愛自己命名的。
在《小花仙四時花語》春季篇第25集為了保護雪城愛，被菲爾用黑魔法攻擊打敗後消失，夏季篇第4集為了保護被貝瑞用計迫使跟同伴分離的雪城愛再度出現并拼劲全力保护雪城爱，最终被貝瑞用黑魔法击杀。後因为雪城爱觉醒圣洁之光而复活及进化并幫助雪城愛升級變身。
性別：女
花語：親情。
身份：山荷葉花精靈王繁音；雪城愛的契約守護花精靈，是古老神秘的花仙精靈，同時是特殊的存在，本質和綠牡丹精靈王·初音未來，虞美人精靈王·火舞；月桂花精靈王·瓔珞類似。
設定：白色；青色；綠色
能力：傳承之力
主人：雪城愛
（9）木犀
配音：[[]]（中國大陸）
桂花精靈王，秋季篇第9集首次登場並連同秋分被暗夜契約控制，與秋分一起襲擊埃里克跟雪城愛，後在薩維莉被雪城愛、埃里克、菲爾、貝瑞幫助擺脫忠誠烙印後跟白露、秋分、綺麗的力量從黑暗中被奪回並散開。
性別：女

##### 進化精靈王跟精靈
（１）進化·椿
配音：楊夢露（中國大陸）
第一季第51集，因幫夏安安擋下了牡丹花精靈王如意的攻擊，造成法力透支而消散；第52集重生並進化，擁有了風雪和念力雙重屬性；第二季中曾因力量運用過多變回了初始形態，又因為塔巴斯奪取了花之法典，而椿的精元留在了花之法典中，所以離開了夏安安。在夏安安召喚出聖靈手杖後回歸，但仍然是初始形態的樣子；第三季第12集被安安用“花之奇蹟”淨化，後又將力量借給雪城愛讓小愛恢復了變身的能力，同時也恢復了魔法，椿也因失去力量退化為初始形態的樣子。
花語：含蓄；嬌羞；可愛。
身份：山茶花精靈王；茶花精靈王
設定：紅色，白色，粉色
能力：風雪，念力
（２）進化·年
花語：夢。
身份：蜀葵精靈王
設定：粉色，青色，白色
備註：第三季第5集被淑馨用“聖音融合”淨化。
（３）進化·吉祥
花語：憐憫之心。
身份：雪蓮花精靈王
設定：灰色，白色，綠色，棕色
備註：進化後的吉祥。
（４）進化·百結
花語：受天神的祝福，擁有光輝的人生。
身份：丁香花精靈王
設定：深紫，淺紫，白色，黃色，粉色
備註：第三季第8集被千韓用“愛之心”淨化。
（５）進化·紫陽
花語：永恆的希望。
身份：繡球花精靈王
設定：綠色，藍色，粉色，紫色，青色
備註：第三季第8集被伊瞳用“信之光”淨化。
（６）進化·君上卿
花語：不要靠近我
身份：鳳仙花精靈王
設定：紅色，橙色，白色
能力：使人進入自己創造的棋局異空間，防禦魔法
備註：第三季第16集再次與淑馨對弈，被獲得新力量的淑馨進化。
（７）進化·諦聽
花語：閃耀。
身份：秋麒麟草精靈王
設定：金黃色，白色
能力：使人進入自己創造的島嶼異空間，使不自信和不堅定的人陷入自卑；音樂；光魔法
備註：第三季第18集再次與伊瞳對戰，被獲得新力量的伊瞳進化。
（８）進化·九千歲
花語：堅強 ；忠貞；高雅。
身份：梅花精靈王
設定：粉色，白色
能力：使人進入自己創造的梅花異空間
備註：第三季第20集再次與千韓對戰，被獲得新力量的千韓進化。
（９）進化·黑川主
花語：遺忘的愛。
身份：忘憂花精靈王
設定：白色，灰色
能力：剪斷人與人之間的羈絆
備註：第三季第24集被獲得新力量的夏安安進化。
（１０）進化·嵐
花語：信仰、希望、誓言和幸福。
身份：苜蓿精靈王（四葉草精靈王）
設定：青綠色
能力：儲存記憶
備註：第三季第24集被獲得新力量的夏安安進化。
（１１）進化·齊格飛
花語：永恆的美與愛。
身份：紫羅蘭精靈王
設定：藍紫色
能力：控制時間
備註：第三季第24集被獲得新力量的夏安安進化。
（１２）進化·桃樂絲
花語：神秘妖媚。
身份：鬼百合精靈王
設定：粉白色
能力：使人進入自己創造的故事世界
備註：第三季第28集被夏安安真心所淨化且進化。
（１３）進化·禦姬
花語：醉人的戀情，依依的思念。
身份：紫藤花精靈王
設定：紫色，藍色
備註：第三季第40集被夏安安進化。
（１４）進化·眠妃
花語：令人窒息的美。
身份：罌粟精靈王
設定：紫紅色
備註：第三季第40集被夏安安進化。
（１５）進化·錦唐
花語：仰慕；信賴；信仰者幸福。
身份：菖蒲精靈王
設定：粉色，紫色
備註：第三季第40集被夏安安進化。
（１６）進化·如意
花語：圓滿；濃情；富貴。
身份：牡丹花精靈王（《花之法典》的形；常勝將軍）
設定：金色，紅色，藍色，黃色，紫色
能力：高強度能量攻擊
備註：第三季第40集被夏安安進化。
（１７）進化·穆回
花語：永恆的回憶。
身份：勿忘我精靈王
設定：藍色，淡藍色
能力：迴轉魔法；變成人形
備註：第三季第40集淨化，沒多久由於黑暗魔神強行附身穆回身體，導致其淨化失敗；第四季40集被庫庫魯淨化。
（１８）進化·未來
花語：堅實的未來。
身份：美人蕉精靈王
設定：黃色，橙色
能力：音樂魔法
介紹：美人蕉精靈王未來；第三季第1集被再次黑化。第四季第二集被安安用花之奇蹟淨化並且進化。
（１９）進化·君影
花語：擁有幸福。
身份：鈴蘭花精靈王。
設定：青色，綠色，白色
備註：第四季第2集被夏安安淨化。
介紹：鈴蘭精靈王君影；第三季第1集被再次黑化。第四季第二集被安安用花之奇蹟淨化並且進化。
（２０）進化·愛麗絲
花語：美好的結局。
身份：鳶尾花精靈王
設定：藍色，白色
能力：進入故事中
介紹：鳶尾精靈王愛麗絲；第三季第1集被再次黑化。第四季第二集被安安用花之奇蹟淨化並且進化。
（２１）進化·雅辛托斯
花語：我很幸福，謝謝你
身份：風信子精靈王
能力：使大家丟失東西，搗亂
介紹：風信子精靈王雅辛托斯；第三季第1集被再次黑化。第四季第三集被千韓用愛之心淨化並且進化。
（２２）進化·撞羽、朝顏
花語：安全感，與你同心
身份：矮牽牛精靈王
能力：惡作劇，使大家丟東西，操控東西
介紹：矮牽牛精靈王撞羽、朝顏；第三季第1集被再次黑化。第四季第四集被安安用滅火器擾亂他們的活動範圍，緊接著安安千韓小愛用絕招淨化並且進化。
（２３）進化·燃香
花語：含蓄矜持
身份：含笑精靈王
能力：化解夾竹桃精靈王綺麗的毒花粉和攻擊
介紹：含笑精靈王燃香；第三季第1集被再次黑化。第四季第五集淨化並且進化。
（２４）進化·綺麗
花語：危險的邊緣
身份：夾竹桃精靈王
能力：用毒花粉攻擊
介紹：夾竹桃精靈王綺麗；第三季第1集被再次黑化。第四季第六集被神秘人擊倒淨化並且進化。
（２５）進化·拒霜
花語：纖細之美，貞操，純潔
身份：芙蓉精靈王
能力：火焰攻擊
介紹：芙蓉精靈王拒霜；第三季第1集被再次黑化。第四季第八集被千韓用愛神界印淨化並且進化。
（２６）進化·納西塞斯
花語：自我陶醉
身份：水仙花精靈王
能力：讓人沉迷於鏡子當中，使人自戀，從鏡子裡抓人
介紹：水仙花精靈王納西塞斯；第三季第1集被再次黑化。
第四季第十集被伊瞳用美神界印淨化並且進化。
（２７）進化·紫蘇
花語：協助
身份:聖羅勒精靈王，愛德文契約守護精靈王
介紹：聖羅勒精靈王紫蘇；第三季第1集被再次黑化。第四季第十二集被淑馨用智者界印淨化並且進化。
（２８）進化·蓮華
花語：渴望被愛，追求愛，成雙成對
身份：朱頂紅精靈王
介紹：朱頂紅精靈王蓮華；第三季第1集被再次黑化。第四季第十五集被夏安安用光明界印淨化並且進化。
（２９）進化·白鬼
花語：高貴，大方，雍容，福氣和慾望。
身份：大岩桐精靈王
介紹：大岩桐精靈王白鬼；第三季第1集被再次黑化。第四季第十五集被夏安安用光明界印淨化並且進化。
（３０）進化·蘇睦
花語：團結的友誼
身份：紫荊花精靈王
介紹：紫荊花精靈王蘇睦；第四季第一集被黑化，第四季第十七集被淨化。
（３１）進化·繁音
雪城愛的契約精靈，在《小花仙四時花語》夏季篇第4集为了保护雪城爱被黑魔女形态下的贝瑞击杀并在雪城爱觉醒圣洁之光后被其复活并进化。特殊的存在，本質和綠牡丹精靈王·初音未來，虞美人精靈王·火舞；月桂花精靈王·瓔珞類似。
在《小花仙四時花語》夏季篇第25集為了保護雪城愛、菲爾、貝瑞被伊賽德斯用黑魔法攻擊打敗後消失（實際上退化為初始型態）。
在《小花仙四時花語》秋季篇第26集再度以進化型態登場，為了保護夏安安以及喚醒雪城愛牺牲自己變回山荷葉吊墜。
在《小花仙四時花語》冬季篇第12集以雨凝的身份在小爱进入的书本里的故事世界登场，是薇绮的女仆和伙伴。为了帮助小爱和赫普离开不惜反抗薇绮，后在薇绮解开心结后用魔法解除其束缚让其去外面探索。第25集因为安琪儿送给雪城愛的年器被唤醒并激活而被年器复活并再度进化，重新回到众人身边。第26集选择和雪城爱一起化作新的世界树守护帕拉尼。
花語：親情
身份：山荷葉花精靈
設定：白色；青色；綠色
能力：傳承之力

##### 神秘力量
莉莉
传说能够获得神秘力量的人就能获得最强大的力量，而莉莉女神即是曾经的“神秘力量”。后让夏安安利用自己的力量使自己化为天空树封印了黑暗魔神，牺牲了自己。
其留在花精元里的花精靈王被神秘力量的傳承者安琪兒女神留在了精元里。每到了可以淨化暗影花仙精靈王的時機，代表光明世界的釋迦就會將精元吐出化成淨化且進化前的花仙精靈王（小型），當觸碰到暗影花精靈王時會使花仙精靈王淨化且進化，但是被黑暗魔神吞噬附身或者被非天释放黑暗力量侵染還會回歸暗影精靈王的樣子。后来由于库库鲁为了避免安琪儿做无谓的牺牲而斩断了天空树，神秘力量就此消失，而安琪儿也成为了神秘力量的最后一位继承者。

#### 節氣花信
于《小花仙四時花語》登場，因守護拉貝爾的節氣守護結界被打破而散落失踪，節氣契約書的契約也解除，必須要花仙魔法使者用自己的力量證明自己的實力，才能獲得節氣花信們的承認，訂立新的契約，時也是花精靈們的靈力之源，失去它們，拉貝爾大陸的能量就會不斷削弱，花精靈們的力量也會變得日益虛弱，二十四節氣的力量可以修復拉貝爾的守護結界，也可以幫助帕拉尼回復穩定的自然循環，但在此之前需先由聖潔之光淨化盤據其上的黑暗力量，再由希望之光喚醒帕拉尼的守護女神，永夜女神遺留的夜之神力，讓帕拉尼重獲生機。
秋季篇第5集從桫欏口中得知隨著拉貝爾大陸節氣花信的收齊，黑化的節氣花信會因為節氣之力的越發紊亂而變得沒這麼容易控制。
（１）立春
設定：粉色、紅色、白色
能力：開啟春天
寵物：年獸（上古神獸，四處尋找食物為立春開啟春天積聚能量）
代表花信：梅花
性別:女
二十四節氣花信之立春。▷ 立春節氣，喚醒沉睡凜冬，萬物復甦，由她開啟。
春季篇第7集首次並正式登場，春季篇第8集在雪城愛與埃里克通過其和梅花精灵王九千岁的考驗後被雪城愛收服，回歸《節氣契約書》。
（2 ）雨水
設定：藍色、白色
魔法武器：紅傘
能力：降下雨露，滋潤大地
代表花信：山茶花
性別:男
二十四節氣花信之雨水。▷ 春之雨水，流遍山川大地，綿綿細雨，潤物無聲。
春季篇第9集登場並被菲尔用暗夜契約控制，春季篇第10集被雪城愛解除控制後被雪城愛收服，回歸《節氣契約書》。
（3）驚蟄
設定：紅色、淡粉色、黃色、灰色、白色
寵物：（金色的）龍
能力：喚醒萬物、驚雷攻擊
代表花信：桃花
性別:女
二十四節氣花信之驚蟄。▷ 驚雷穿雲，萬物甦醒，蟄伏之靈，破土新生。
春季篇11集登場，春季篇12集被菲尔用暗夜契約控制，後雪城愛跟埃里克幫助她解除控制並被雪城愛收服，回歸《節氣契約書》。
（4）春分
設定：粉色、綠色
能力：治愈魔法
代表花信：櫻花
性別:女
二十四節氣花信之春分。▷ 無限春光明媚，繽紛芳華盡現。
春季篇15集登場並被菲爾抓住，春季篇16集在雪城愛跟埃里克的幫助下解除禁錮，治好了雪城愛的沙麗卡，並被雪城愛收服，回歸《節氣契約書》。
（5）清明
設定：綠色、白色、淡黃色
魔法武器：小葉葉（樹葉）
能力：魔法蝴蝶攻擊（咒語：清風吹拂，明綠化碟，振翅飛舞吧！）、雲霧結界
代表花信：梨花
性別:女
二十四節氣花信之清明。▷ 日穿雨影彩虹見，故人相知自清明。
春季篇17集登場，被菲爾攻擊但逃走，春季篇18集誤會雪城愛和埃里克，并在玩弄小爱一行人后准备离开之时被菲尔抓住，但最後被救并解除誤會被雪城愛收服，回歸《節氣契約書》。
（6）穀雨
設定：藍色、白色、綠色、黃色
能力：降下雨露，滋潤百穀（與雨水節氣能力相似）
代表花信：棉花
性別:女
二十四節氣花信之穀雨。▷ 纖纖素雨生百穀，布穀聲聲催春種。
春季篇19集登場，春季篇20集被菲尔用暗夜契約控制，被雪城愛用聖潔花仙之翼解除控制並被雪城愛收服，回歸《節氣契約書》。
（7）立夏
設定：白色、綠色、黃色
能力：產生幻象
性別:女
人物介紹
二十四節氣花信之立夏。▷讓大家過一個難忘的夏天
夏季篇第2集首次登場；夏季篇第3集被贝瑞用暗夜契約控制，夏季篇第4集被雪城愛用聖潔花仙之翼加驚蟄節氣的力量解除控制並被雪城愛收服，回歸《節氣契約書》。
（8）小滿
設定：黃色、黑色
能力：百花綻放
代表花信：鳶尾花
性別:男
人物介紹
二十四節氣花信之小滿。▷希望大家能記住我
夏季篇第5集首次登場，後主动被贝瑞用暗夜契約控制，夏季篇第6集被與鳶尾花精靈王愛麗絲的聯繫以及雪城愛的聖潔之光淨化之力解除控制後被雪城愛用聖潔花仙之翼加谷雨節氣的力量收服，回歸《節氣契約書》。
（9）芒種
設定：藍色、白色、紫色
能力：製造災禍
代表花信：紫陽花
性別:女
人物介紹
二十四節氣花信之芒種。▷希望能幫助大家
希望幫助大家，可是她的力量經常帶來災難，人們都叫她災難精靈，她想讓人們教她怎麼樣控制好她的節氣力量，可是經常搞得一團糟，最後在雪城愛、菲爾、埃里克的幫助下，她成功的學會如何使用自己的節氣力量，在夏季篇第8集被雪城爱从贝瑞的黑水晶里解脱后施展强大的水之力击退贝瑞并與雪城愛締結契約，回歸《節氣契約書》，然而卻被貝瑞吸走了大部分力量。
（10）夏至
設定：黃色、白色、深紅、紅色
能力：日照結界
代表花信：朱槿花
性別:男
人物介紹
二十四節氣花信之夏至。▷請大家陪我度過快樂的一天
夏季篇第9集登場，因為蕾娜在體育課跑步的時候表明自己最討厭陽光被其聽見，決定懲罰蕾娜，在日昇大廈用結界困住雪城愛一行人及蕾娜好讓他們能陪自己玩遊戲，後在夏季篇第10集被朱槿花精靈王扶桑提醒雪城愛就是喚醒小滿的人才打消此念頭，表示願意幫助雪城愛，然而還沒跟雪城愛締結契約就被貝瑞抓住，在夏季篇第12集貝瑞成為花仙魔法使者與雪城愛、菲爾、埃里克打敗暗夜契約的具像後被放出，與雪城愛締結契約，回歸《節氣契約書》。
（11）小暑
設定：橙色、深紅、紅色
搭檔：朵朵
能力：水盾、降下水瀑、打雷、水柱、洪水攻擊
代表花信：蓮花
性別:女
人物介紹
二十四節氣花信之小暑。▷我跟大暑真的是親姊妹嗎
大暑的妹妹，夏季篇第13集登場，生性愛哭，擁有雲朵型態的搭檔朵朵，每當大哭時配合朵朵天空會烏雲密布並降下水瀑，因此阻止了薩維莉對其的襲擊。
夏季篇第17集跟大暑重新團聚，之後因為大暑被伊賽德斯抓走跟雪城愛、菲爾、貝瑞一同前去帕拉尼大陸救援，第23集在盛怒状态下击败了力量达到极限的萨维莉，后与淨化後的大暑一同前去支援地球，夏季篇第26集與雪城愛締結契約，回歸《節氣契約書》。
（12）大暑
設定：白色、紅色
能力：製造火球、火焰
性別:女
人物介紹
二十四節氣花信之大暑。▷夏季節氣花信中最強
小暑的姊姊，力量強大，為夏季節氣花信中最強，夏季篇第17集登場跟小暑重新團聚，但連同埃里克被伊賽德斯抓走，後被暗夜契約控制，且因跟薩維莉同魔法屬性在夏季篇第18集被迫與薩維莉力量融合，夏季篇第23集被雪城愛菲爾貝瑞和小暑聯手脫離薩維莉後被雪城愛的聖潔之光力量淨化，並認可了雪城愛，給予了雪城愛自己的力量凝結而成的寶石後跟小暑一同前去支援地球，夏季篇第26集與雪城愛締結契約，回歸《節氣契約書》。
（13）立秋
設定：綠色、棕色、灰色、黃色
搭檔：豐收守護者
能力：豐收之力
性別:男
人物介紹
二十四節氣花信之立秋。▷四季輪轉，花開果結，辛勤積累，豐碩收穫
秋季篇第2集以偷吃雪城愛製作的秘制莲香烤雞之姿登場，持有豐收守護者，因在秋收集會恶作剧被雪城愛、埃里克、菲爾、貝瑞發現，要求雪城愛、埃里克、菲爾、貝瑞要能打敗其才會幫助雪城愛，然而在秋季篇第3集先後被薩維莉跟伊賽德斯襲擊，秋季篇第4集差點被暗夜契約控制，看到雪城愛被伊賽德斯打傷依然忍傷站起來的意志後意識到自己必需成為一名負責任的人，領悟節氣之力使用節氣花信豐收之力讓雪城愛、菲爾、貝瑞升級變身，回歸《節氣契約書》。
（14）白露
設定：紅色、米色、藍色、咖啡色、橙色
能力：操縱露珠、風沙之力
代表花信：夾竹桃
性別:女
人物介紹
二十四節氣花信之白露。▷你的力量如此強大，但你卻厭惡它，不願接受，這樣的你絕對不可能將風沙之力發揮到最強
秋季篇第9集登場，連同夾竹桃花花精靈王綺麗在与追击她们的伊赛德斯对战的过程中被打败并 一同被暗夜契約控制，偽裝成靜櫻湖公園露珠天堂的表演者並攻擊了在場所有人，除了操縱露珠外，還持有讓其擁有秋季之首稱號的風沙之力，不過其本身並不喜歡這力量，第10集被菲爾跟貝瑞聯手擊敗，第13集連同桂花花精靈王木犀、秋分、夾竹桃花花精靈王綺麗一同被薩維莉吸收，後在薩維莉被雪城愛、埃里克、菲爾、貝瑞幫助擺脫忠誠烙印後跟木犀、秋分、綺麗的力量從黑暗中被奪回並散開，第16集與雪城愛締結契約，回歸《節氣契約書》。
（15）處暑
設定：咖啡色、黑色、白色、粉橘色
搭檔：身邊的兩隻喜鵲
能力：偵測並操作絆心弦
代表花信：水仙花
性別:女
人物介紹
二十四節氣花信之處暑。▷哪怕沒有絆心弦維繫，哪怕彼此天涯相隔，你們也依然珍視著對方
秋季篇第5集首次登場，起初以為是夜華是其的代表花信，因為曇花花精靈王夜華結交新的朋友遺忘了她而心生怨懟，被暗夜契約控制後亂點鴛鴦譜並企圖去找夜華復仇，秋季篇第8集被雪城愛跟埃里克聯手擊敗並經夜華介紹才得知夜華的新朋友是納西塞斯，並在雪城愛、埃里克、菲爾、貝瑞、夜華、納西塞斯的勸說下解開心結放棄復仇，被雪城愛聖潔之光淨化之力解除暗夜契約，回歸《節氣契約書》。
（16）秋分
設定：藍綠色、灰色、咖啡色、土黃色
能力：分身、月之華、月華之鏡、血月之域
代表花信：桂花
性別:男
人物介紹
二十四節氣花信之秋分。▷我再也不想看到那些花兒被無情拋棄了
秋季篇第9集首次登場，連同桂花精靈王木犀在绮丽和白露被打败后被迫现身并一同被暗夜契約控制，偽裝成靜櫻湖公園VR實驗室的工作人員並將所有參與者受困在其自製的幻象內，並跟木犀一同襲擊埃里克跟雪城愛，第13集連同桂花花精靈王木犀、白露、夾竹桃花花精靈王綺麗一同被薩維莉吸收，後在薩維莉被雪城愛、埃里克、菲爾、貝瑞幫助擺脫忠誠烙印後跟木犀、白露、綺麗的力量從黑暗中被奪回並散開，第16集在解開心結準備回歸節氣契約書的時候被桫欏给予的新力量的伊赛德斯突襲並被吸入黑水晶囚禁，伊賽德斯被薩維莉擊退後帶走其離開。
秋季篇第24集在夏安安、埃里克跟薩維莉聯手擊敗伊賽德斯後被救回。
（17）寒露
設定：黃色、白色、橘色、綠色、咖啡色
能力：偶像之力
性別:女
人物介紹
二十四節氣花信之寒露。▷偶像應該被所有人崇拜，如天上的明星閃耀光芒
秋季篇第1集以偶像之姿首次登場，化名露西，打破了貝瑞創下的單曲銷量紀錄，是貝瑞的勁敵，覺得貝瑞跟普通人走這麼近不入流不像個偶像，秋季篇第17集以嘉賓身份跟索菲婭、雪城愛、埃里克、菲爾、貝瑞、薩維莉、伊賽德斯演一齣以童話白雪公主為主題的舞臺劇。
秋季篇第20集為了保護被伊賽德斯攻擊的索菲婭被伊賽德斯抽走了力量現出真身，其力量後被伊賽德斯獻給桫欏，因認出雪城愛卻沒跟雪城愛回應而向雪城愛道歉，與雪城愛締結契約，回歸《節氣契約書》。
成為偶像的原因是憧憬索菲婭（索菲公主）。
（18）霜降
設定：杏色、黃色、橙色、咖啡色、深紅色
能力：消除魔法、寒霧之力
代表花信：櫻花
性別:女
人物介紹
二十四節氣花信之霜降。▷你想要櫻花永遠不會枯萎，卻剝奪了銀杏妝點金秋的機會，這並不公平呀
雖然衣著打扮偏中國風但非常喜歡櫻花，甚至因此有著讓櫻花永遠開放的執念，跟索菲公主也有互相守護的約定。
秋季篇第17集首次登場並被伊賽德斯追捕，後伊賽德斯因拿到一張散落的話劇社演出單並在之中看到索菲婭推測可能是索菲公主本人而暫時逃過一劫。
秋季篇第21集為了保護索菲公主跟雪城愛、埃里克、菲爾、貝瑞、薩維莉開戰。
秋季篇第22集被埃里克足夠堅定起來的決心而更加強大的希望之光力量打敗，但沒多久即受到解除封印的桫欏影響黑化，並化解了埃里克更加強大的希望之光力量，後被雪城愛聖潔花仙之翼加上大暑節氣的力量以及薩維莉的火之力破解，在索菲公主、雪城愛、埃里克、貝瑞的勸說下放棄讓櫻花永遠開放的執念，與雪城愛締結契約，回歸《節氣契約書》。
（19）立冬
設定：标志着冬季的开端的节气花信
能力：释放强大的冰雪吐息（雪兔形态下），建造冰墙（雪兔形态下），制造极寒天气
性別: 女
人物介紹
二十四節氣花信之立冬。▷
冬季篇第8集首次以雪兔形态登场，虽然外表可爱且看起来并没有受到黑暗影响，但是在与小爱一行人的互动中总是失控性的外溢魔法，给她们带来了困扰，因此众人判断雪兔一定被黑暗影响。第9集众人与雪兔大战了一段时间后，在小爱追逐雪兔的时候发现了躺在静樱湖畔上昏迷的埃里克，不过小爱依然想不起他，但仍然觉得眼前的这个男孩很熟悉。正当小爱准备查看埃里克的情况时，雪兔跳到埃里克的身上并释放吐息阻止众人靠近埃里克。在众人即将再次动手时释迦抽取了小爱体内的圣洁之力并与已控制住雪兔的非天一起施展力量将圣洁之力同时传递给雪兔和埃里克。之后雪兔身上的黑暗力量因此被解除并现出真身，而雪兔就是立冬。如果没有圣洁之力，恐怕埃里克撑不到现在。第10集其告诉了为何先出现大雪和小雪而非她本人的真相：原来立冬早就感受到了桫椤那恐怖无比的力量的存在，所有冬季节气花信早已受到影响，所以她打算先控制住自己那极寒无比的力量去找圣洁之光，却因为花千屿的地形复杂而迷失了方向。越迷失就越紧张，就越难控制自己的力量，因此各地的极寒现象就诞生了。直到她再次回到静樱湖后就发现了空中出现时空乱流，然后埃里克就从里面掉了下来，还是立冬释放她强大的力量救下了他他才保住一命。可埃里克的生命迹象已经很微弱，于是立冬将自己一直系在脖子上以压制自己极寒之力的围巾放到了埃里克身上以延缓其生命力流失，之后变将自己变成雪兔以压制自己的力量，却导致了埃里克身上残留的黑暗力量趁虚而入，控制了立冬。解释完一切并完成了自己的小心愿后便回歸《節氣契約書》。
（20）小雪
設定：大雪的妹妹
能力：制造冰锥或寒流攻击敌人，冰锥陷阱，寒冰荆棘
性別: 女
人物介紹:
二十四節氣花信之小雪。▷
冬季篇第1集首次登场但登场时早已被黑暗控制，阻止小爱她们通过安琪儿女神离开前创造的魔法通道去帕拉尼救埃里克，并将菲尔和贝瑞先后冻结。第5集再次和小爱对决时她的所有魔法都被小爱和被解冻的伙伴们破解，但小爱的无心之言却再次刺激小雪使小雪完完全全被黑暗孢子控制，力量更加恐怖。最后大雪在小爱她们的拖延下成功使小雪摆脱黑暗。第6集和大雪一起回歸《節氣契約書》。
（21）大雪
設定：小雪的哥哥和她的双生之刃
能力：冰雪之息，但总体能力和小雪差不多
性別: 男
人物介紹
二十四節氣花信之大雪。▷
冬季篇第3集末尾首次登场，因自己化身的雪人外貌把刚梦醒的小爱吓了一跳。第4集跟小爱讲起了自己和小雪的过往: 小雪一直求他教她更强大的魔法，他本想拒绝。但大雪承受不住小雪的软磨硬泡便勉强答应下来。后在一场魔法练习中小雪击败了大雪但小雪却被黑暗孢子控制了心灵，之后小雪离开来到花千屿，大雪也一路追到了花千屿寻找妹妹的下落。识别出小爱是圣洁之光后便和小爱商量对策如何拯救小雪和小爱的伙伴们。第5集现出真身并在小爱她们的拖延下成功使小雪摆脱黑暗。只有大雪回归他的本体，小雪才能习得完整的冰雪之息，从而摆脱黑暗，找回本心。因此大雪乃小雪的双生之刃。第6集自身变为一把剑，但仍可现出真身且不会消失，且和小雪一起回歸《節氣契約書》。
（22）冬至
設定：
能力：循环魔法，制造噩梦。
性別: 女
人物介紹
二十四節氣花信之冬至。▷
冬季篇第16集首次登场。她登场时已被黑暗控制并通过小爱的梦境告知她来救她，因为没有时间了且情况越持续下去越糟糕，而小爱除了埃里克之外的朋友们(仅菲尔，贝瑞，萨维莉)也因为时间的流逝而一个接一个消失。因此小爱重复地度过12月22日冬至那一天，而那一天绿茵学院要举行电子阅览室剪彩仪式，所有人都要准时出席。第17集在经历了第4次12月22日后，小爱意识到了关键。她派释迦和非天出去，而两个精灵还是和上次一样感受到了异常，小爱和埃里克两人也在贝瑞的别墅外发现了黑暗孢子。根据这一天的细节，小爱锁定了一辆运送书籍的车并与众人跟着那辆车来到了一片森林的一处房子。在那个房子的所有工作人员离开后小爱和埃里克进去了，却感受到一股强大的黑暗力量。一看，是被黑暗力量控制但保留意识的冬至。突然桫椤从房子里出来并与小爱对战，而埃里克以跟桫椤对峙多次的经验一眼就看出眼前的桫椤并非他本人，而只是替身，像幻影一样，是桫椤用黑暗孢子凝结而成的意识体。之后小爱使出全力击败了意识体并救出冬至。在花神祭坛冬至对众人说出了真相: 之前她感受到后山一带的黑暗力量在迅速增强，甚至凝结成了意识体。本想向小爱求救，却在贝瑞别墅门口被抓。后来她制造噩梦引起小爱的注意，而当时她正被黑暗力量裹挟，有些失控。冬至怕自己被侵染后会被黑暗力量利用制造灾厄，所以才用循环魔法阻止时间推进。而小爱的伙伴们消失也只是冬至为了稍稍制造一点紧迫感让她更有动力找到她。第22集揭露其之所以是唯一一个没被黑化小寒控制的节气花信乃其曾在冬至特别美食中加入了很多药膳，增强抵御黑暗能量。被小寒控制也只是冬至配合他演出而已。
（23）小寒，大寒
設定：两人乃一体共生的双子节气，但被黑暗孢子操控时身体由小寒主导
能力：恢复力量，召唤冰雪利斧战士和冰雪弓箭手，释放魔法气息冻结个体，升起冰锥，释放冲击波强行夺走冬季节气花信持有者身上的除他以外的所有冬季节气花信，岁暮天寒(附带黑暗力量的情况下可以黑化冬季节气花信)，黑暗傀儡线（被黑暗孢子操控时仅用来操控其他冬季节气花信并增强其力量），岁暮天寒 - 裂空，岁暮天寒 - 冰之锋
性別: 男
人物介紹
二十四節氣花信之小寒，大寒。▷
冬季篇第21集首次登场。第20集末尾派出一个冰雪弓箭手引诱小爱和埃里克来到一处冰湖，并打算与小爱公平交易。交易如下：小寒帮埃里克恢复力量，而小爱只需要将所有她持有的冬季节气花信全部交还给他。小爱两人拒绝了他，但他的魔力波动却突然变得异常暴虐，很明显是受到了黑暗孢子的影响。小爱尝试稳住小寒的情绪，却还是激怒了他。迫不得已小爱与其对战并分别利用大暑和惊蛰的力量击败了小寒召唤的冰雪士兵们，但小寒却偷袭她并强行夺走了她的所有冬季节气花信之匙，之后便释放岁暮天寒击退了两人并黑化了其他所有的冬季节气花信。第22集雪城爱分别解除了其对立冬以及小雪和大雪的控制，而只有大寒并未被黑暗孢子完全控制，保留了一定意识并不断劝导小寒不要再继续错下去，但仍然无法主导身体。最后还是雪城爱派出立春与其对决且大寒趁机安定小寒后立春便与其一起完全解除了黑暗孢子对小寒的控制。而立春之所以早就知晓小寒和大寒是一体双生乃每次冬春交替时，她感受到的是两种不同的力量，一个温和平静（对应大寒），一个犀利冷峻（对应小寒）。之后小寒使埃里克完全恢复了力量，并与众冬季节气花信回歸《節氣契約書》。

## 電影動畫
小花仙大電影之奇蹟少女
銜接第二季完結後，講述夏安安跟庫庫魯前往拉貝爾拯救拉貝爾和被黑化的朋友的途中遇到許多困難最終夏安安成功拯救拉貝爾及被黑化的朋友並失去變身法力的故事，該電影於2021年8月21日在中國大陸上映。

## 評價與爭議
多玩網評論該遊戲畫面色彩豐富，色調柔和，層次鮮明，玩家自定義設置的形象較多，遊戲介面顯示鮮明，不需要過多研究操作的方法，別緻的種花系統，容納量大的小遊戲，伴隨玩家成長的成就系統，以及與現實結合的星座占卜等內容，是一款適合女孩的遊戲。
然而，該遊戲也爆出了對玩家監管不夠的弊病，雖然上海淘米已於2015年將遊戲面向人群改為十四歲以上青少年，但從看看新聞記者註冊該遊戲的流程來看，遊戲公司並無任何實際措施來判斷玩家年齡，導致有人以支付充值卡券形式引誘女童裸聊，甚至實行不正當猥褻。目前淘米方面已对相关报道发表声明。